# 里尔
里尔（法語：Lille，法語發音：[lil] ⓘ），法国北部城市，上法兰西大区北部省的一个市镇，同时也是大区首府及该省的省会，下辖里尔区，其市镇面积为34.83平方公里，2022年1月1日时人口数量为238,695人，是该省及该大区人口最多的市镇，在所有法国城市中排名第10位。此外，里尔与相邻的鲁贝、图尔宽及阿斯克新城等所在共同组成了人口超过百万的公共社区，并已于2015年升级成为都会区。
里尔位于法国北部，距离比利时边境大约10公里，多条高速公路和铁路在此交汇，是法国、英国和比利时三国之间的陆上交通枢纽，亦是法国境内巴黎以北最大的城市。里尔自中世纪起建城，近代为重要的边塞及工业中心，现代则成为一座综合性的工商业中心。里尔在国际合作中获得了较大的发展，当地依托高铁站所建立的Euralille街区已成为法国最大的综合性商务区之一，2008年1月28日，里尔-科特赖克-图尔奈欧洲都会区成立，成为欧洲最大的跨国区域合作组织之一。

## 地名来源
“里尔”一名出现于公元11世纪，来源于拉丁语单词，意为“岛屿”，指代德勒河上的一个河心岛。

## 历史

### 先古时期
尽管里尔的建城史始于中世纪，但在里尔所处的德勒河附近，多处旧石器、新石器及青铜器时期的遗址被发掘，根据当地史学家的推断，在高卢-罗马时期，里尔附近已出现了农业生产活动，但由于缺乏连通外界的通道，当地居民自给自足，未能形成商业集镇。

### 中世纪

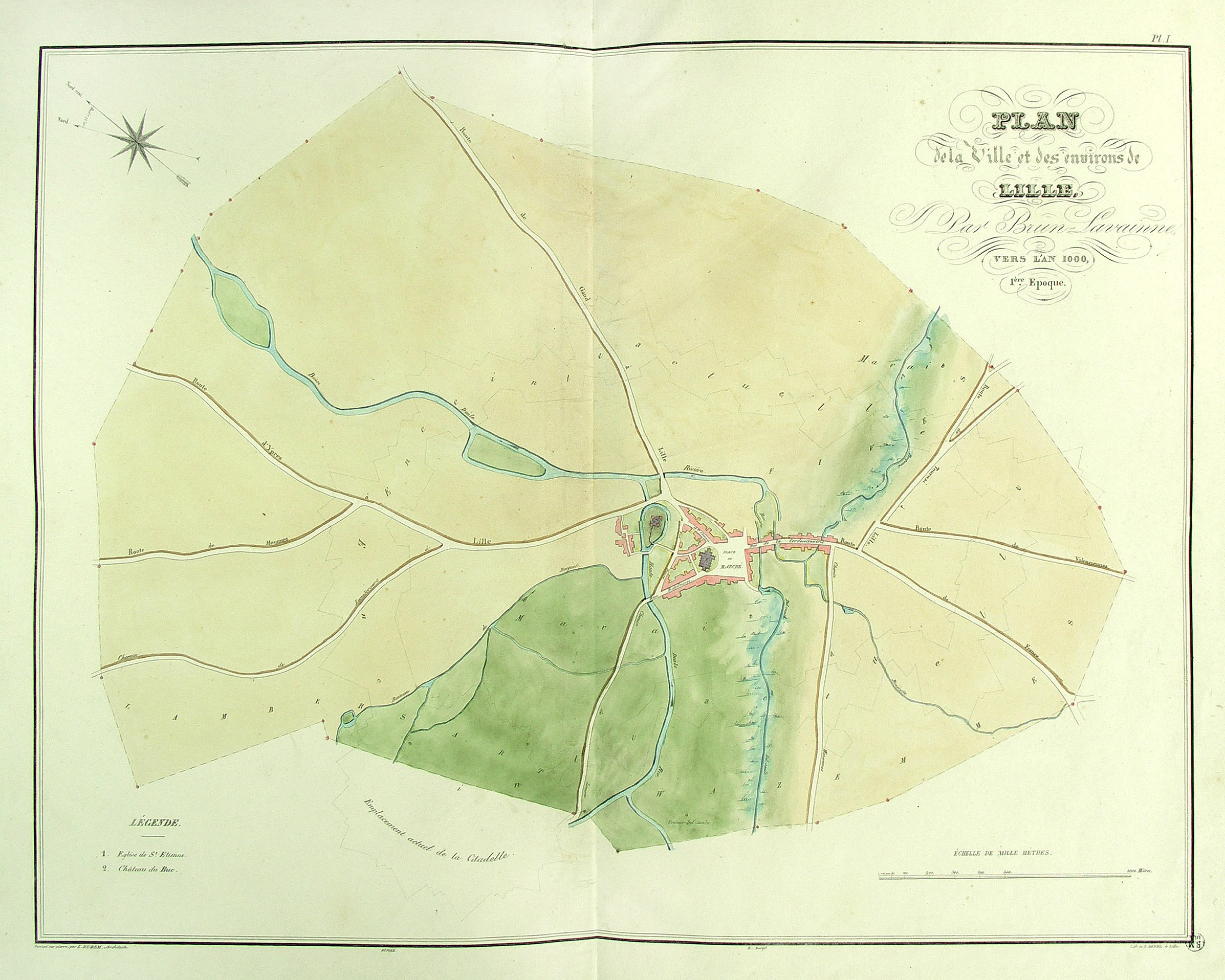
中世纪的里尔地图

根据当地的民间传说中，里尔由两位神话人物——“利德里克和菲纳尔特”于公元640年建立，但这一说法缺乏史料佐证。公元9世纪，里尔成为佛兰德伯国的一个附属殖民地，其附近出现了多个城邦。公元1066年，佛兰德公爵博杜安五世在此德勒河畔设立了圣皮埃尔教堂，并将该地称为，成为里尔最初的确切城市记载。
中世纪中期以后，德勒河航道得到整治，里尔开行成为一个商业码头并逐渐形成城镇。1213年，腓力二世在里尔附近的布汶与佛兰德军队展开了布汶战役，并烧毁了一部分里尔城，此后，佛兰德伯爵让娜重新修缮了该城，建立了城墙等防御设施，并于1226年修建了马凯特圣母修道院。1297年，法兰西与佛兰德再次发生战争，最终佛兰德伯国成为法兰西的一个附庸。1325年，里尔出现了首个神学院。1369年，佛兰德的玛格丽特三世与菲利普一世通婚，里尔由此成为勃艮第-低地国的一部分，并与1384年划至十七省，成为佛兰德伯国的首府。1477年大胆查理逝世后，十七省逐渐分裂，佛兰德被哈布斯堡王朝继承，并在1506年至1677年间被西班牙王室控制，其间，里尔的纺织业得到发展，当地人口数量得以增加，并在宗教战争后出现了新教社团。意大利地理学家洛多维科·圭恰迪尼在其著作《低地国概述》（Description des Pays Bas）中曾对里尔有过以下描述：
|                                                     | 里尔是一座美丽而富饶的城市，这里有许多的雄伟的建筑、名声在外的贵族和来自四面八方的货物。 |
| ——Louis Guichardin，Description de tout le Pays Bas |                                                                                          |

费利佩四世逝世后，法国与西班牙之间发生遗产战争，最终路易十四通过《第一亞琛和約》获得了里尔及附近区域，里尔由此成为法兰西王室领土，并建造了沃邦防御工事。

### 近代

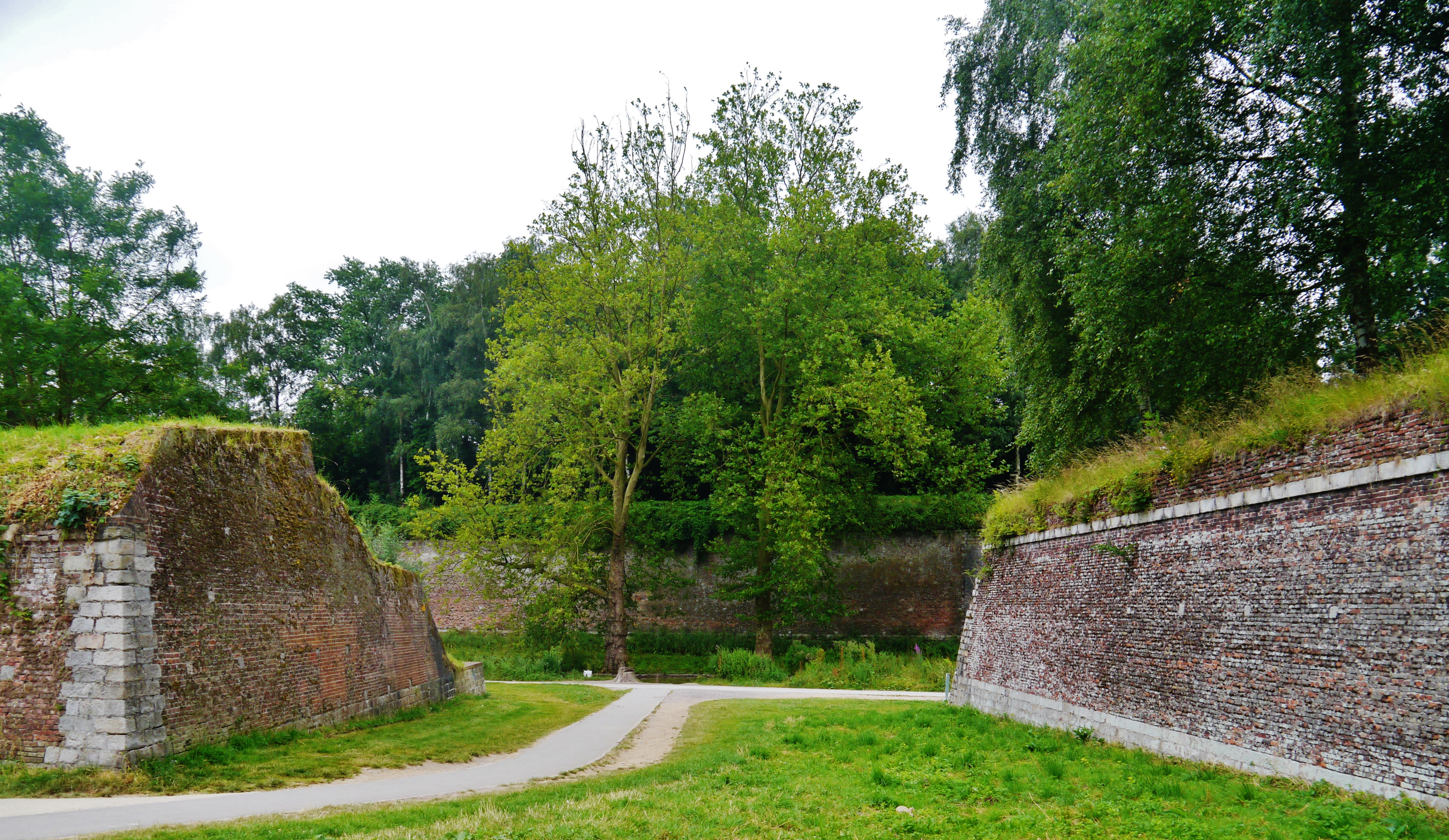
里尔城墙遗址

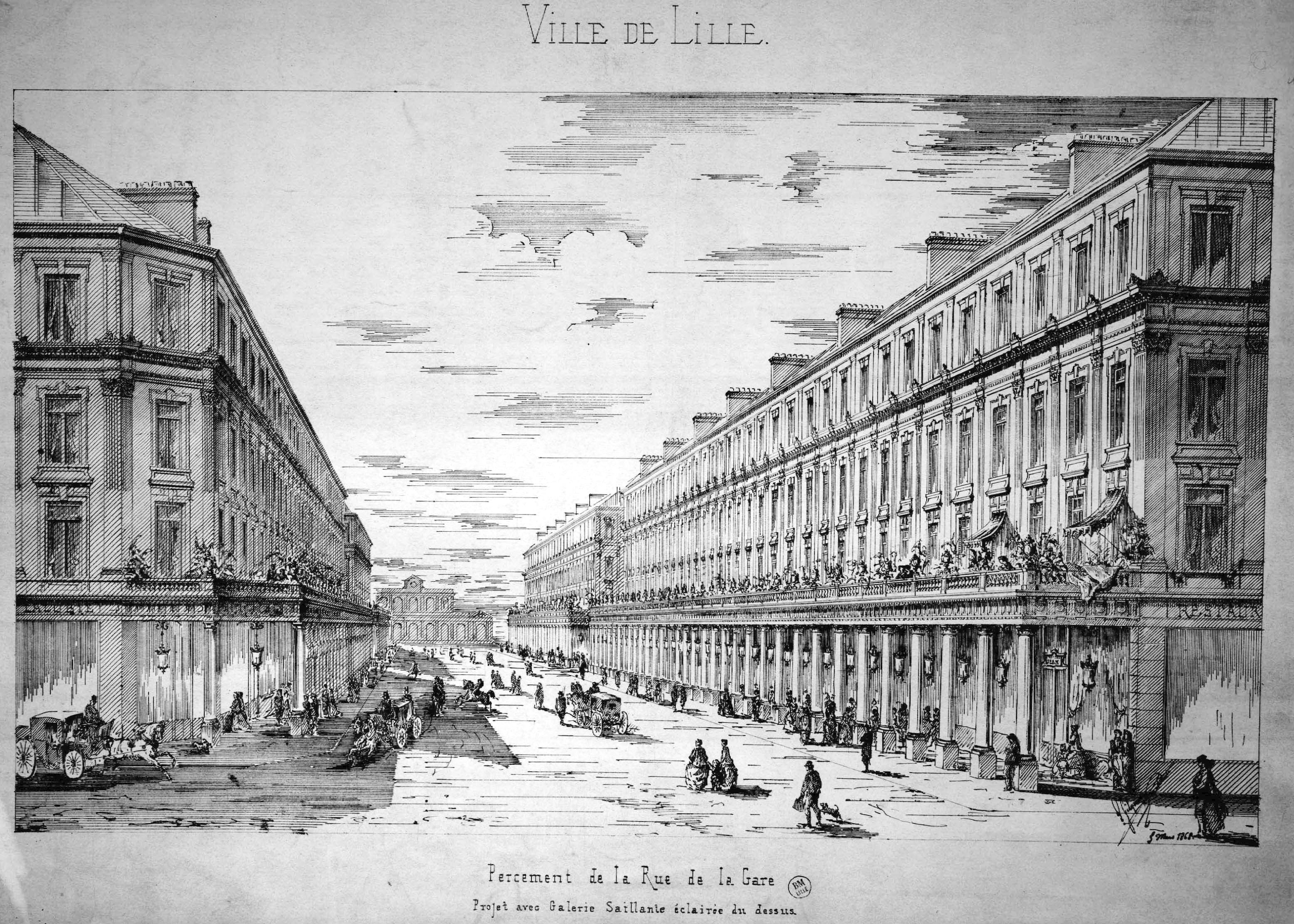
19世纪末的里尔

里尔在18世纪初的西班牙王位继承战争中受到破坏。启蒙运动时期，里尔聚集了大批来自法国乃至西欧各地的文学家。1789年法国大革命结束后，里尔周边地区组建成为北部省。彼时，来自英国工业竞争的冲击使得里尔的纺织业受到严重影响，造成当地大批工厂倒闭和人员失业，引发了严重的社会危机，但由于缺乏改革派力量，在神圣罗马帝国的干预下，当地的旧封建贵族仍拥有较大的权力。1792年，国民立法议会向残余封建势力宣战，于当年的9月29日至10月6日间展开了里尔围城战，并在当地民众的支持下取得了胜利。10月12日，国民立法议会为里尔提名“感谢里尔人民为国家做出的贡献”，随后在里尔设立了军营，保护当地居民。
1803年，北部省的首府由杜埃迁至里尔。19世纪初，拿破仑一世对英国实行大陆封锁政策，保护了当地的商业贸易，促进了里尔经济和城市的发展。最初，羊毛纺织业为当地的主要经济支柱，而到了后期里尔则逐渐发展成为一座综合性的工业城市，并连同附近的鲁贝、图尔宽等地形成了大型的城市圈。19世纪中后期，里尔成为法国北部的重要铁路枢纽，同时里尔周边的北部-加来海峡矿区得到充分的开采，为当地的工业发展提供了能源保障。随着当地人口数量的增加，里尔城市开始变得拥挤，出现了一系列城市问题。1858年，瓦泽姆、埃凯尔姆、穆兰和菲沃四个市镇整体并入里尔，使得里尔获得了大片新的城市建设用地，至19世纪末，里尔城市人口数量已超过20万，比该世纪初增加了近4倍。
工业的急速发展也使得里尔出现了较为严重的社会贫富差距：在1893年，当地9%的企业家占有了90.5%的财富，而64%的普通工人则仅占有0.2%的财富，这一差距使得里尔开始出现了工人运动。1896年，古斯塔夫·德洛里当选里尔市长，成为法国历史上首位社会主义党派的市长。

### 现代

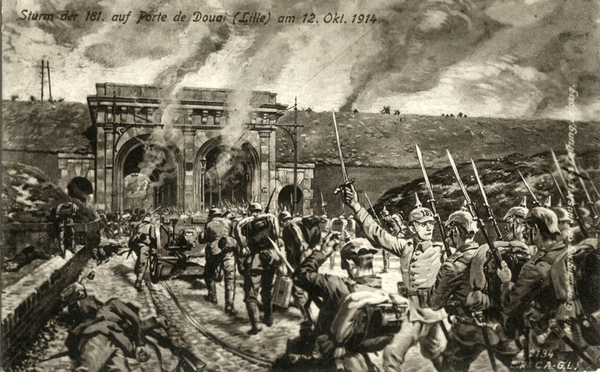
1914年里尔围城战

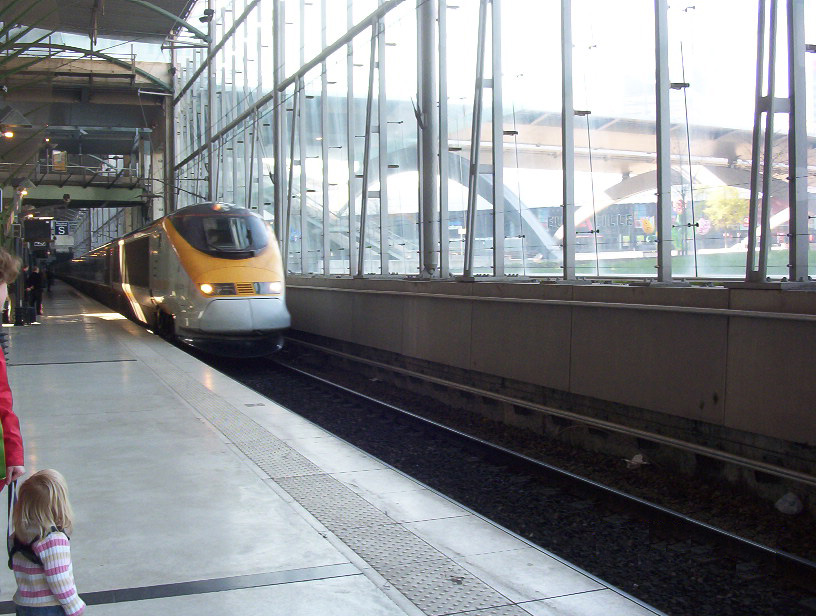
正在进入里尔欧洲站的一列欧洲之星高速列车

1910年，里尔市中心发生科尼尔·坦（Cornil Thain）案件，成为彼时震惊法国的儿童强奸案，主犯安托万·法维耶（Antoine Favier）于1911年初在南锡落网，同年1月11日被押送回里尔进行枪决，成为里尔地区最后的执行死刑的囚犯之一。
第一次世界大战期间，德國军队发动围城战，最终攻占了里尔，其间掠夺了多处财产及建筑，包括市政厅、里乌尔宫等，并兴建十八桥火药库，后者在1916年1月11日因不明原因发生爆炸，使得里尔城区多处建筑和街道被毁。一战结束后，里尔解放。
1919年，为增加城市土地面积，里尔城墙被拆除。战后恢复重建工作在20世纪20年代末基本完成。但到了30年代，受到大萧条的影响，里尔的多处工厂倒闭，引发了一定的社会矛盾。
1940年5月底，纳粹德军对里尔进行了新的一轮围城战，此后将里尔及其郊区划入比利時和法國北部軍事行政區，直至1944年二战结束，解放过程中里尔再次受到严重破坏。1949年，里尔获得由法国政府颁发的第二次世界大战十字章。
1972年，里尔成为北部-加来海峡大区首府；20世纪70年代后，受到石油危机及国际竞争的冲击，里尔附近的重工业区出现了严重的衰退。1977年，埃莱姆里尔并入里尔。1983年4月25日，里尔地铁建成通车。20世纪90年代，法国高速铁路北线及比利时一号高速铁路在里尔交汇，当地政府由此提出城市改建计划，兴建了里尔欧洲火车站及Euralille商业街区。2000年，洛姆整体合并入里尔的市镇范围。
21世纪后，里尔逐渐转型成为一座以服务业为主的综合性城市。2004年，里尔与意大利城市热那亚共同被选为欧洲文化之都，在为期数月的展出中，里尔共接待了900万来自世界各地的游客。2008年1月28日，里尔与相邻的两座比利时城市科特赖克及图尔奈共同组成了里尔-科特赖克-图尔奈欧洲都会区。

## 地理

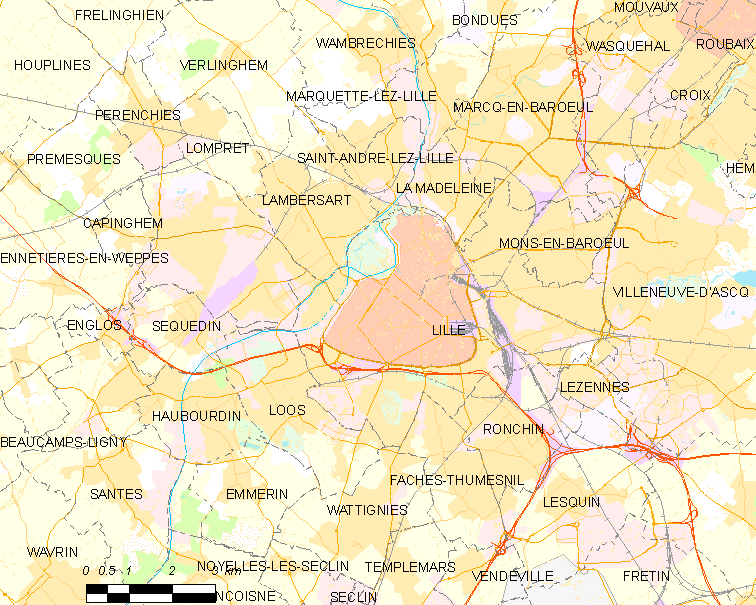
里尔市镇范围地图

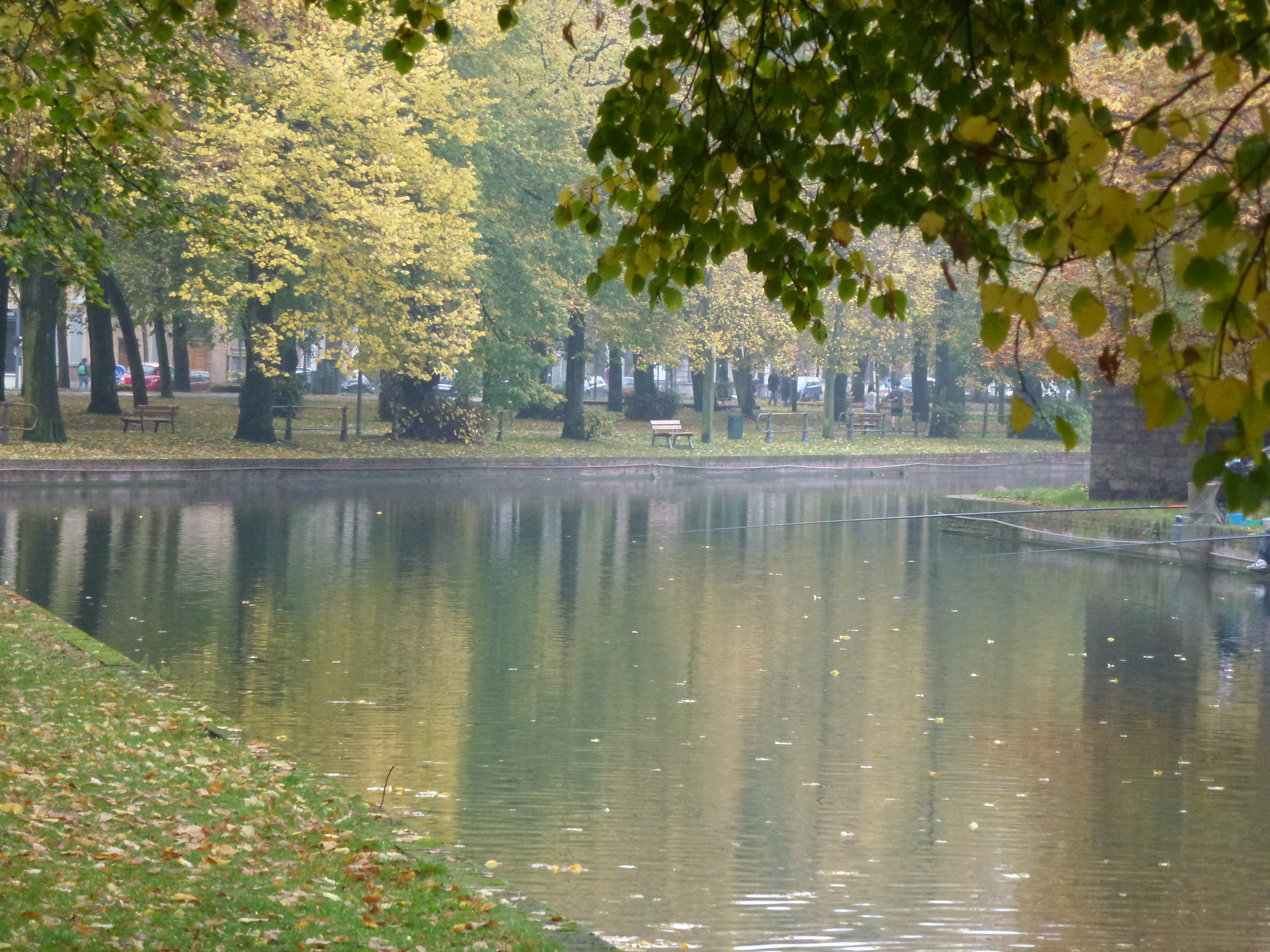
德勒河里尔段

里尔位于法国北部，上法兰西大区北部和北部省中部，距离法国首都巴黎大约225公里。与里尔接壤的市镇包括：瑟克丹、瓦蒂尼、阿斯克新城、卡潘盖姆、昂格洛、韦普地区埃讷蒂耶尔、法什-蒂梅尼勒、朗贝萨尔、勒泽讷、隆普雷、洛斯、拉马德莱娜、马克昂巴勒尔、蒙斯昂巴勒尔、佩朗希、普雷梅克、龙尚、圣安德烈莱里尔、洛姆。

### 地形
里尔位于法国北部平原腹地，德勒河冲积平原之上，境内地势平坦，全境海拔在17到45米之间。

### 地质
里尔市区地表土层分为三类：靠近德勒河的区域主要为现代冲积物；距离河流较远的东西两侧则为黏土和淤泥的混合物；南部区域主要为以白垩为基岩的淤泥。

### 水文
德勒河自南向北流经市区西部，该河自中世纪以来历代被沿岸城市利用，可供航运。

### 植被
里尔属于温带阔叶混交林区，市区内的绿地主要分布于西北部的里爾城塞附近及南部的植物花园内，均常年免费向公众开放。
在鲜花城市的评比中，里尔被评为2星级鲜花城市。

### 气候
里尔在柯本气候分类法中属于温带海洋性气候，年温差较小，降水分布均匀，偶尔受到大陆气流影响，气温骤降。
距离里尔最近的常年气象站位于里尔机场，距离里尔市区直线距离约10公里，以下为该气象站的数据：
| 里尔机场1981年－2019年 | 里尔机场1981年－2019年 | 里尔机场1981年－2019年 | 里尔机场1981年－2019年 | 里尔机场1981年－2019年 | 里尔机场1981年－2019年 | 里尔机场1981年－2019年 | 里尔机场1981年－2019年 | 里尔机场1981年－2019年 | 里尔机场1981年－2019年 | 里尔机场1981年－2019年 | 里尔机场1981年－2019年 | 里尔机场1981年－2019年 | 里尔机场1981年－2019年 |
| 月份                   | 1月                    | 2月                    | 3月                    | 4月                    | 5月                    | 6月                    | 7月                    | 8月                    | 9月                    | 10月                   | 11月                   | 12月                   | 全年                   |
| ---------------------- | ---------------------- | ---------------------- | ---------------------- | ---------------------- | ---------------------- | ---------------------- | ---------------------- | ---------------------- | ---------------------- | ---------------------- | ---------------------- | ---------------------- | ---------------------- |
| 历史最高温 °C（°F）    | 15.2 (59.4)            | 19 (66)                | 22.7 (72.9)            | 27.9 (82.2)            | 31.7 (89.1)            | 34.8 (94.6)            | 41.5 (106.7)           | 36.6 (97.9)            | 33.8 (92.8)            | 27.8 (82.0)            | 20.3 (68.5)            | 20 (68)                | 41.5 (106.7)           |
| 平均高温 °C（°F）      | 6 (43)                 | 6.9 (44.4)             | 10.6 (51.1)            | 14.1 (57.4)            | 17.9 (64.2)            | 20.6 (69.1)            | 23.3 (73.9)            | 23.3 (73.9)            | 19.7 (67.5)            | 15.2 (59.4)            | 9.8 (49.6)             | 6.4 (43.5)             | 14.5 (58.1)            |
| 日均气温 °C（°F）      | 3.6 (38.5)             | 4.1 (39.4)             | 7.1 (44.8)             | 9.7 (49.5)             | 13.4 (56.1)            | 16.2 (61.2)            | 18.6 (65.5)            | 18.4 (65.1)            | 15.4 (59.7)            | 11.6 (52.9)            | 7.1 (44.8)             | 4.2 (39.6)             | 10.8 (51.4)            |
| 平均低温 °C（°F）      | 1.2 (34.2)             | 1.3 (34.3)             | 3.6 (38.5)             | 5.4 (41.7)             | 8.9 (48.0)             | 11.7 (53.1)            | 13.8 (56.8)            | 13.6 (56.5)            | 11.2 (52.2)            | 8.1 (46.6)             | 4.4 (39.9)             | 1.9 (35.4)             | 7.1 (44.8)             |
| 历史最低温 °C（°F）    | −19.5 (−3.1)           | −17.8 (0.0)            | −10.5 (13.1)           | −4.7 (23.5)            | −2.3 (27.9)            | 0 (32)                 | 3.4 (38.1)             | 3.9 (39.0)             | 1 (34)                 | −4.4 (24.1)            | −7.8 (18.0)            | −17.3 (0.9)            | −19.5 (−3.1)           |
| 平均降水量 mm（）      | 60.5 (2.38)            | 47.4 (1.87)            | 58.3 (2.30)            | 50.7 (2.00)            | 64 (2.5)               | 64.6 (2.54)            | 68.5 (2.70)            | 62.8 (2.47)            | 61.6 (2.43)            | 66.2 (2.61)            | 70.1 (2.76)            | 67.8 (2.67)            | 742.5 (29.23)          |
| 月均日照時數           | 65.5                   | 70.7                   | 121.1                  | 172.2                  | 193.9                  | 206                    | 211.3                  | 199.5                  | 151.9                  | 114.4                  | 61.4                   | 49.6                   | 1,617.5                |
| 来源：infoclimat.fr    |                        |                        |                        |                        |                        |                        |                        |                        |                        |                        |                        |                        |                        |

## 行政区划
里尔是法国上法兰西大区北部省的一个市镇，编号为59350，它也是上法兰西大区的首府和北部省的省会。里尔下辖里尔区，隶属于诺尔省第一、二、四、九和十一选区，管理里尔第一县、第二县、第三县、第四县、第五县和第六县，同时也是里尔都会区的办公驻地。
法国国家统计与经济研究所（简称）在进行数据统计时，将里尔及相邻的另外58个市镇设为里尔城市核心区，并将包括核心区在内的周边共130个市镇划为里尔城市区。自2020年起，里尔城市区被包含201个市镇的里尔城市辐射区代替。此外，还将里尔市镇分为了110个“块区”（IRIS），以便于统计人口分布情况。
里尔市镇被划为12个街区，并实行街区自治制度。
| 里尔中心 里尔老城 埃莱姆 圣莫里斯- · 佩勒瓦桑 贝蒂讷城郊区 穆兰 沃邦- · 埃凯尔姆 菲沃 瓦泽姆 洛姆 白树林 南里尔 |          |          |
| 街区名称* | 街区原名 | 人口数量 |
| 里尔中心 |          | 28,000   |
| 里尔老城 |          | 19,000   |
| 贝蒂讷城郊区 |          | 8,000    |
| 白树林 |          | 8,000    |
| 沃邦-埃凯尔姆                                                                                                   |          | 19,000   |
| 圣莫里斯- 佩勒瓦桑                                                                                              |          | 17,000   |
| 瓦泽姆 |          | 27,000   |
| 南里尔 |          | 22,000   |
| 穆兰 |          | 20,000   |
| 菲沃 |          | 20,000   |
| 埃莱姆 |          | 19,000   |
| 洛姆 |          | 28,000   |
| *中文名称非官方正式翻译，仅供参考                                                                               |          |          |

## 交通

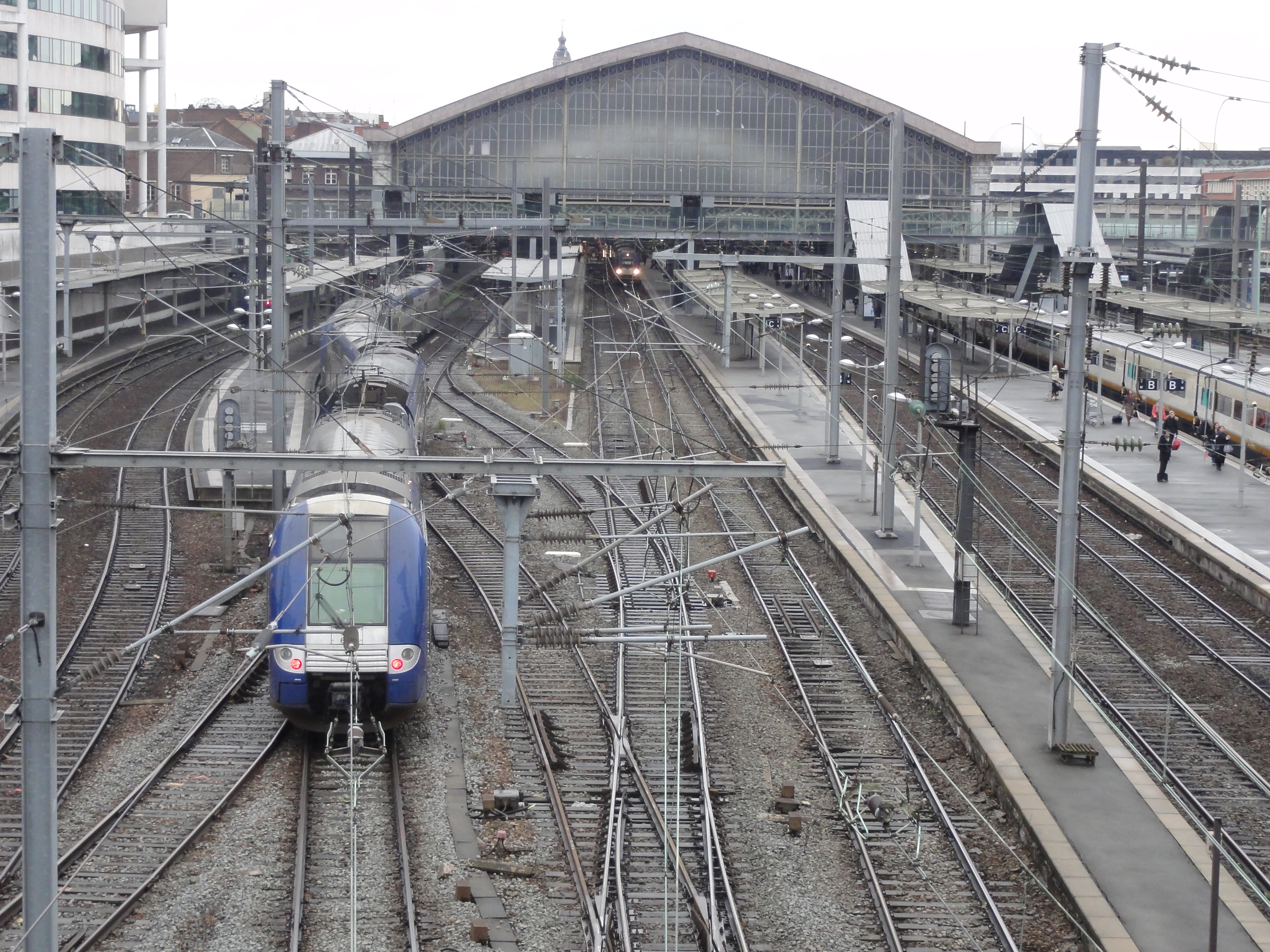
里尔佛兰德站的轨道

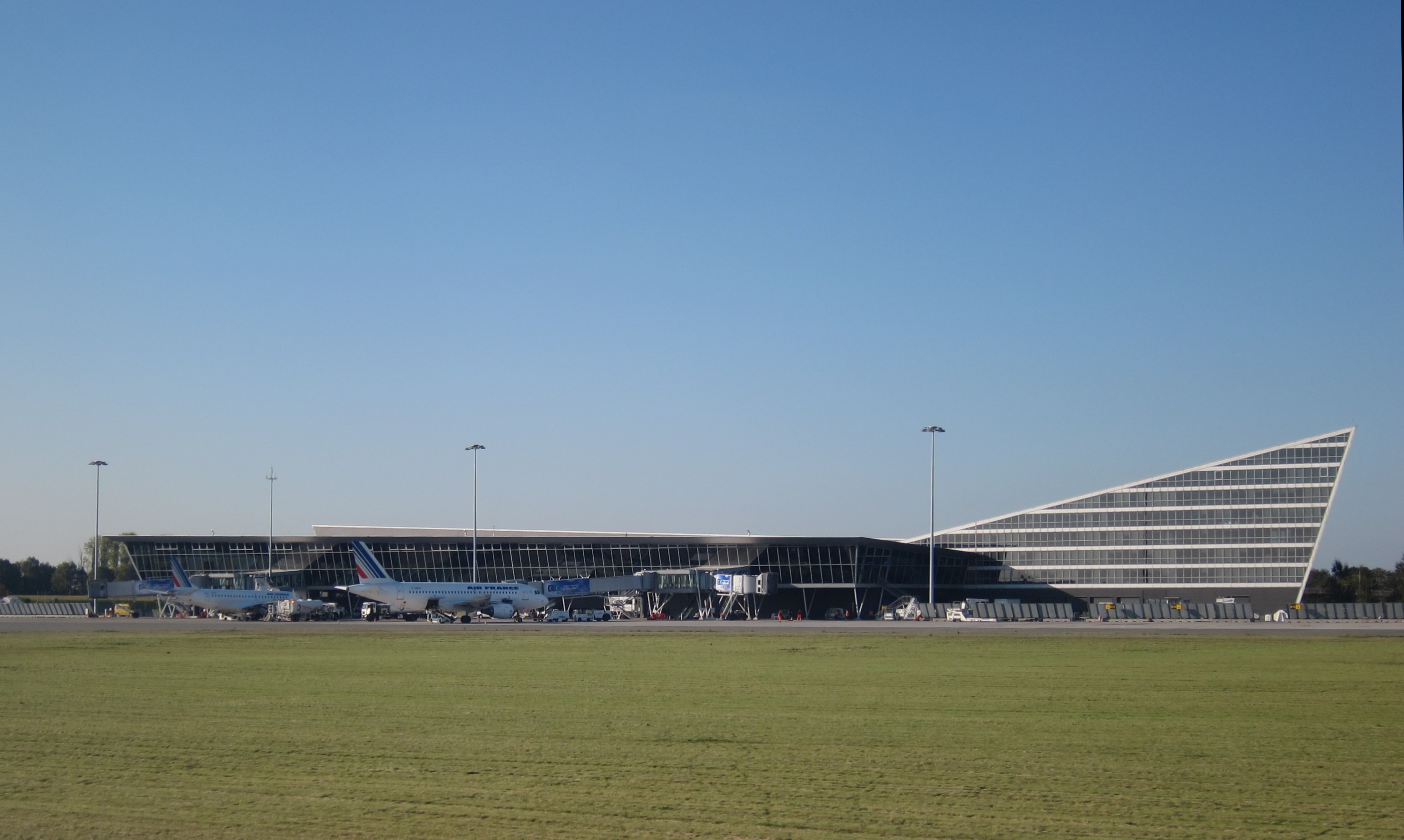
里尔机场候机楼

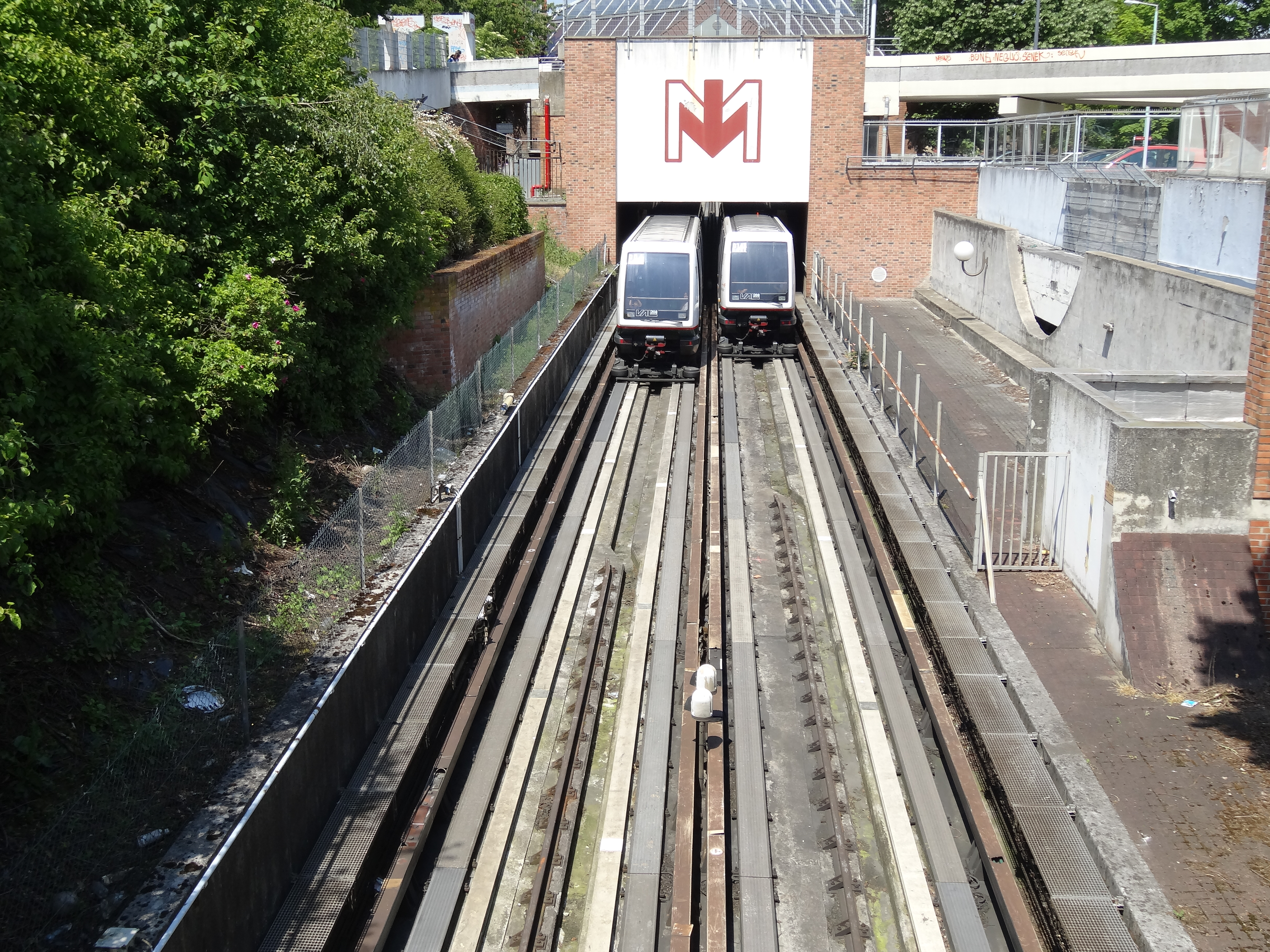
里尔地铁

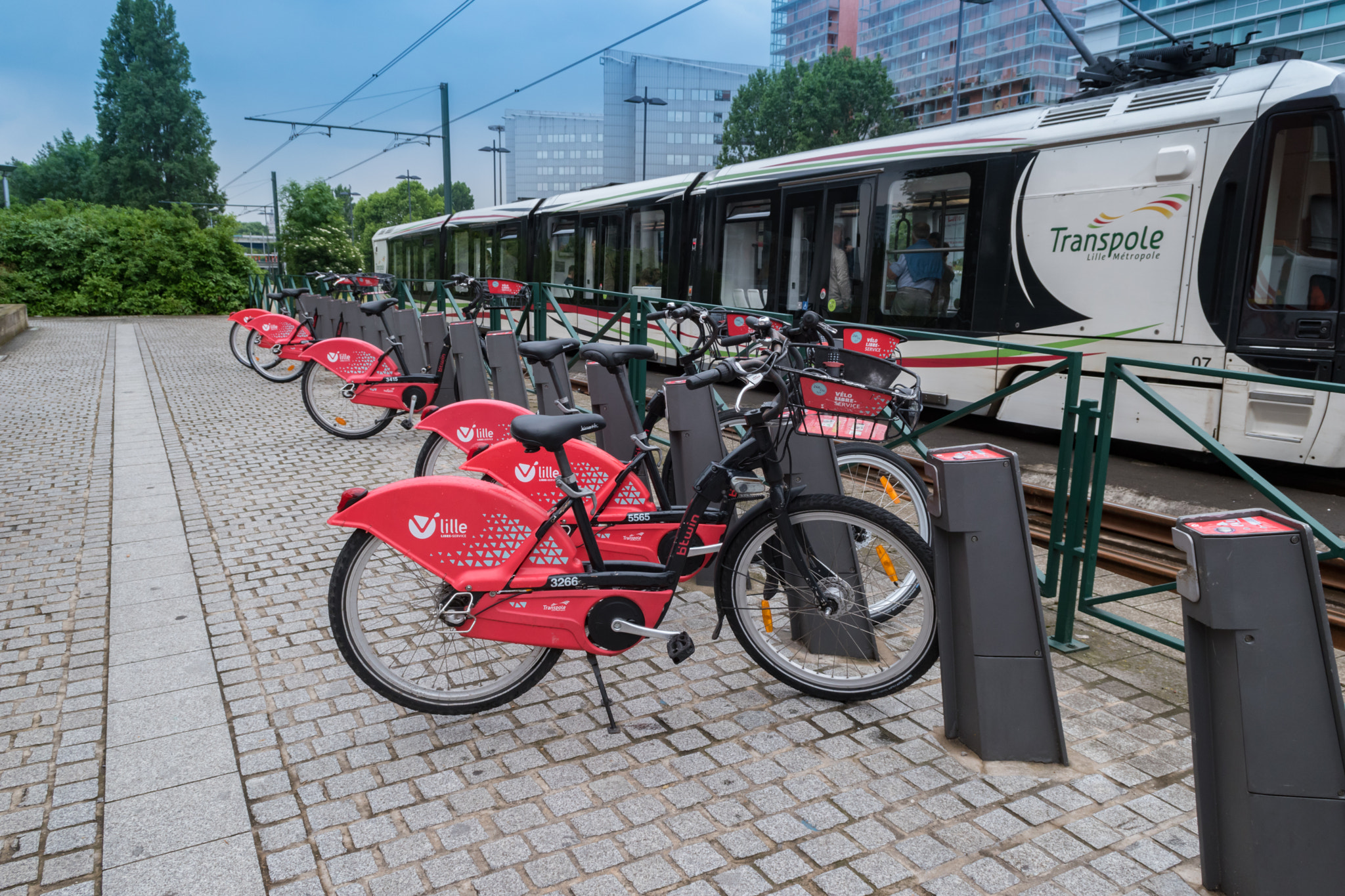
里尔一处公共自行车停放点及后方的有轨电车

### 公路
里尔是法国北部重要的公路交通枢纽，当地自18世纪就已出现可供马车行驶的道路，现有法国A1、A22、A25、A27等高速公路及数十条北部省省道在里尔附近交汇，国道356线、省道D652线和A25高速公路的东段部分共同构成里尔环城大道，疏导了大量过境里尔的车流。
在区域公共交通方面，上法兰西大区公共交通提供往返于里尔和科米讷之间的城际巴士，北部省城际客运下属的8条省内客运线路途径里尔。此外里尔欧洲站东侧设有沿街大型客车停靠点，多个国际性的长途客运公司开行途径此地的大巴车，可直达巴黎、伦敦、布鲁塞尔、阿姆斯特丹、兰斯、雷恩、斯特拉斯堡等地，并可通过联程中转前往法国及西欧的主要城市。
2016年，51%的里尔家庭拥有至少一辆的私人汽车。同年，里尔境内共发生各类交通事故117起，造成7人遇难，139人受伤。

### 铁路
里尔是法国北部的重要铁路枢纽，法国高速铁路北线和比利时一号高速铁路在此交汇，另有巴黎－里尔、里尔－加来、里尔－伊尔松、里尔－阿布维尔、里尔－穆斯克龙、里尔－拜雪和里尔－科米讷七条普通铁路在此交汇，由里尔出发前往巴黎的最佳旅行时间为1小时，前往布鲁塞尔则仅需20分钟。
里尔佛兰德站建成于19世纪，是一个尽头式的铁路车站，该站开行前往鲁昂、亚眠、阿拉斯、瓦朗谢讷、热蒙、敦刻尔克、加来、圣康坦、杜埃、朗斯、贝蒂讷、康布雷等方向的区域列车，以及与比利时铁路共同开行的前往安特卫普和纳慕尔方向的列车，同时该站也停靠少量高速列车线路。
里尔欧洲站建于1994年，距离佛兰德站大约600米，和法国高速铁路北线同时投入使用，是一座高铁车站，该站停靠途經里尔的各类高速列车，包括TGV、欧洲之星和大力士，同时还有少量区域高速列车（TERGV），可前往滨海布洛涅、加来、敦刻尔克、阿拉斯和亚眠。
除此之外，里尔市镇范围内还有五个铁路乘降所：里尔大区中心医院站、里尔-杜埃门站、蒙德泰尔站、勒泽讷站和埃勒姆站。

### 航空
里尔机场，全名为“里尔-莱坎机场”（Aéroport de Lille-Lesquin），位于里尔市区东南的莱坎境内并因此而得名，该机场开行前往法国南部主要城市以及南欧和北非部分城市的航班，2019年第四季度累计发送旅客219万人次，是法国客流量第13大的机场。
除此之外，由里尔开往除巴黎以外法国各地的TGV列车均停靠巴黎戴高乐机场，全程运行时间约50分钟。

### 城市公共交通
里尔都会区公共交通由里尔城市公共交通公司（商业名称为，2019年以前称为）负责运营，该公司隶属于凯奥雷斯，由里尔都会区负责监管。截至2020年6月，该系统共拥有2条地铁线路、2条有轨电车线路、11条主干公交线路、36条市区公交线路、32条市郊公交线路和24条区域线路，此外还有3条区域摆渡车线路和1条夜间线路，路网覆盖了里尔都会区的所有市镇。
里尔地铁由两条线路构成，总长度为43.7公里：其中1号线建成于1983年，采用VAL无人驾驶列车系统，是世界上首条自动驾驶、安装屏蔽门和无障碍设施的轨道交通线路；2号线建成于1989年，此后又多次延伸，该线路与1号线采用相同的列车系统，并与其拥有两处换乘车站。
里尔有轨电车，全名为里尔-鲁贝-图尔宽有轨电车，历史上曾包含了多个不同的交通系统，其中大道有轨电车自1909年起开行，现仍在运营中，是法国本土仅有的三个从未中断的有轨电车系统。
V'Lille是当地公共自行车系统的商业名称，由里尔城市公共交通公司负责管理，该系统创建于2011年，共有近2,000辆自行车和223个自行车停放点。

## 政治

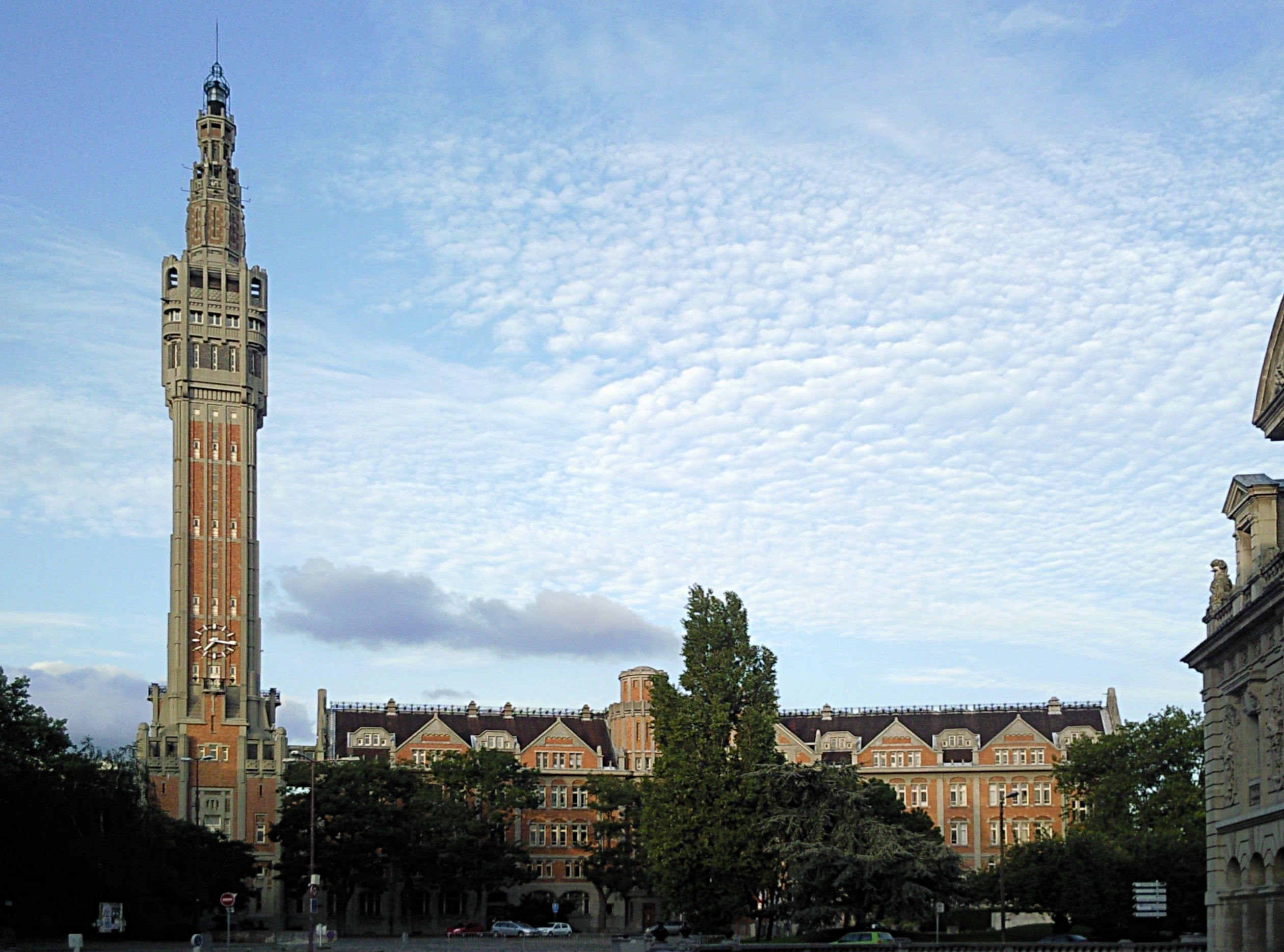
里尔市政厅及钟楼

里尔的现任市长为玛蒂娜·奥布里女士，她是社会党的一名成员，自2001年起担任，在2014年的市政选举中获得了52.06%的支持率；在2020年的市政选举中则获得40%的支持率。
在2017年的法国总统大选中，法国第25任总统埃马纽埃尔·马克龙在里尔获得了78.27%的支持率。
| 里尔历届市长   |               |                                |
| 任期           | 市长          | 党派                           |
| 1944年－1947年 | 德尼·科多尼耶 | SFIO工人国际法国支部           |
| 1947年－1955年 | 勒内·盖菲     | RPF法国人民联盟                |
| 1955年－1973年 | 奥古斯丁·洛朗 | SFIO工人国际法国支部 →PS社会党 |
| 1973年－2001年 | 皮埃尔·莫鲁瓦 | PS社会党                       |
| 2001年－       | 玛蒂娜·奥布里 | PS社会党                       |

## 人口
2018年，里尔市镇人口数量为233,098，在法国排名第10位。其中男性112,316人，女性120,471人，75岁及以上人口占4.3%，外籍人口数量为90,646人，人口密度为6,692人/平方公里，当地居民被称为（男性）或（女性）。2019年，里尔境内出生3,134人，死亡人口1,423人。
| 年份   | 1936    | 1946    | 1954    | 1962    | 1968    | 1975    | 1982    | 1990    | 1999    | 2006    | 2011    | 2016    | 2018    |
| ------ | ------- | ------- | ------- | ------- | ------- | ------- | ------- | ------- | ------- | ------- | ------- | ------- | ------- |
| 人口數 | 200,575 | 188,871 | 194,616 | 193,096 | 190,546 | 172,280 | 168,424 | 172,142 | 184,657 | 226,014 | 227,533 | 232,440 | 233,098 |

## 经济

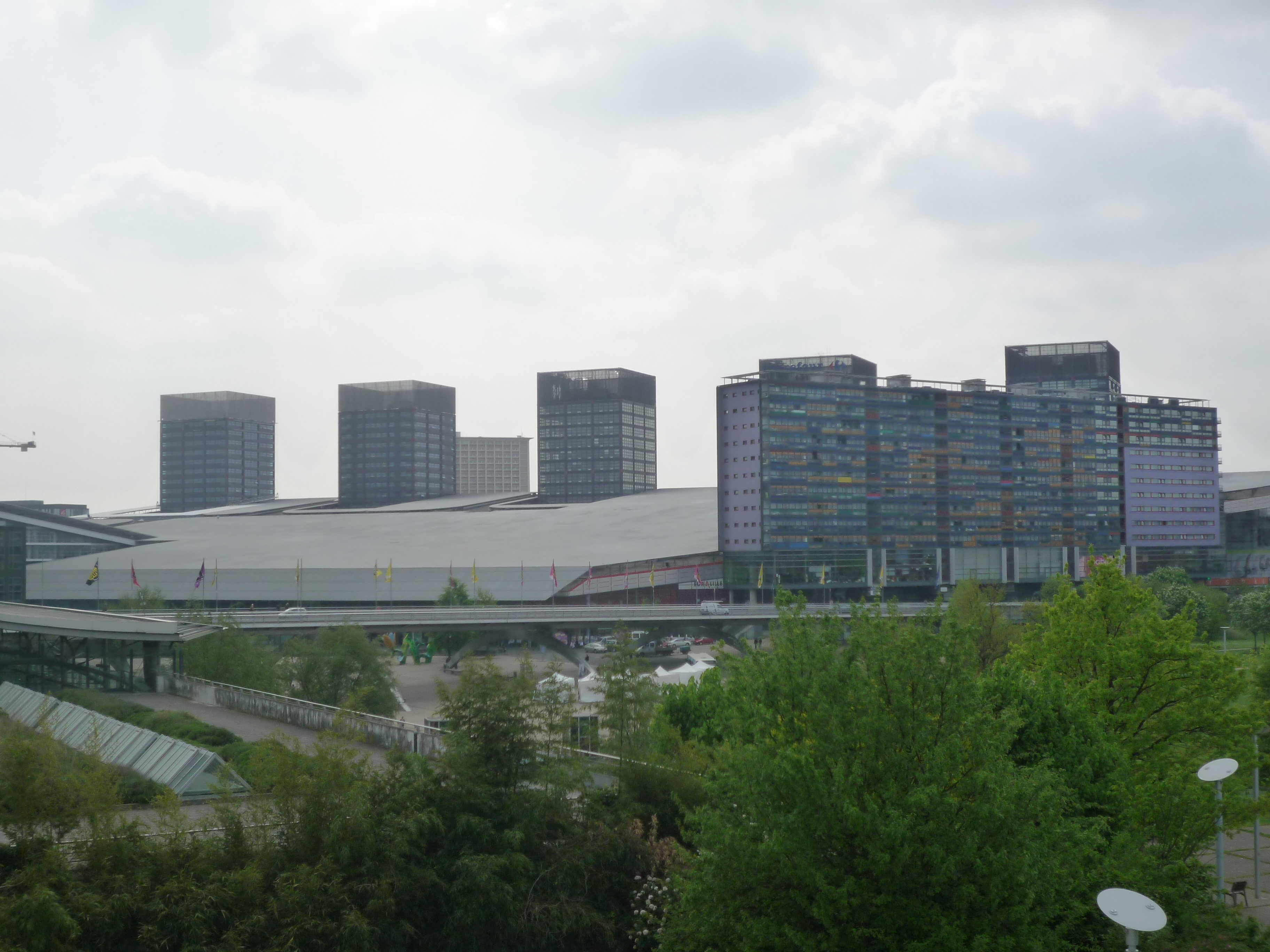
远眺Euralille街区的建筑

里尔是法国北部的中心城市，上法兰西大区工商会总部所在地，当地的经济发展事务由里尔都会区负责协调和管理。

### 产业分布
在第一产业方面，里尔所处地区地势平坦、水源充足，适合大部分温带农作物生长，里尔历史上因大量种植棉花而闻名，同时也是重要的粮食生产基地，尽管里尔市区自工业革命后完成城市化，大部分街区被建筑物覆盖，但整个里尔都会区内的农业用地则占到了45%，是法国农业用地比例最高的都会区。
在第二产业方面，里尔在20世纪末以前为法国重要的工业城市，随着全球化、绿色经济理念的推广及第三产业的发展，当地的传统工业部门自20世纪70年代起大批关闭搬迁或转型，仅保留能源、机械等少量工业，2011年，里尔都会区内的工业比重为13.9%，已不再是当地的主要经济支柱。
在第三产业方面，里尔是法国北部的政治、经济、文化、商业、科教、医疗中心和交通枢纽，且位于法、英、比、荷、德和卢森堡六国之间的中点地带，地理位置优越。法国乃至欧洲主要的银行、保险、教育等机构均在里尔设有分支。里尔东郊的阿斯克新城建于20世纪70年代，是法国的八大新城之一，其区域内坐落了多所教育和医疗机构；里尔西郊亦建有欧洲健康中心，是法国北部重要的医疗研究基地，境内各类企业及实验室数量超过1000家。1994年法国高速铁路北线的通车使得里尔与巴黎的旅行时间缩短至1小时，新建成的高铁车站附近区域被开发成为Euralille街区，成为法国重要的现代商务区之一。

### 主要企业
截至2021年6月，里尔共有各类用人单位48,076家，平均历史为13年，其中97.5%为中小型企业（PME），行政、医疗及社会服务是当地的主要就业岗位类型。
| 里尔境内的主要大型企业 |                  |                                         |          |          |                   |           |
| 企业                   | 类型             | 法语原名                                | 领域     | 员工数量 | 营业额 （2019年） | 数据来源  |
| 北部医疗集团           | 总部             | HPM Nord                                | 医疗     | 1,538    | 145,493,801 €     | [ 社 13 ] |
| 北部之声               | 总部             | La Voix du Nord                         | 传媒     | 644      | 120,119,075 €     | [ 社 14 ] |
| 里尔都会区水厂         | 总部             | Eau de La Metropole Européenne de Lille | 水环境   | 200      | 99,905,316 €      | [ 社 15 ] |
| Europorte              | 总部、区域总部   | Europorte France                        | 铁路物流 | 408      | 90,663,001 €      | [ 社 16 ] |
| 埃法日能源系统         | 子公司、区域总部 | Eiffage Energie Systemes - Nord         | 电器设备 | 585      | 83,551,698 €      | [ 社 17 ] |

### 财政
2019年，里尔的财政收入总额为393,422,000欧元，财政支出总额为346,097,000欧元，当年的债务总额为368,859,000欧元。2020年，里尔共获得61,799,867欧元的国家财政补助，比上一年增加了0.01%。

### 居民收入
2022年，里尔的人均月收入总额为2548欧元，全年收入为30576欧元。其中高级职员为3744欧元，低于法国平均水平（4489欧元）；中级职员为2335欧元，低于法国平均水平（2572欧元）；普通职员为1771欧元，亦低于法国平均水平（1879欧元）。
2017年，里尔境内的青壮年（15至64岁）失业率为19.2%，当地46.8%的家庭拥有纳税资格，平均纳税4,449欧元，高于法国平均水平（3,888欧元）。

## 社会事务

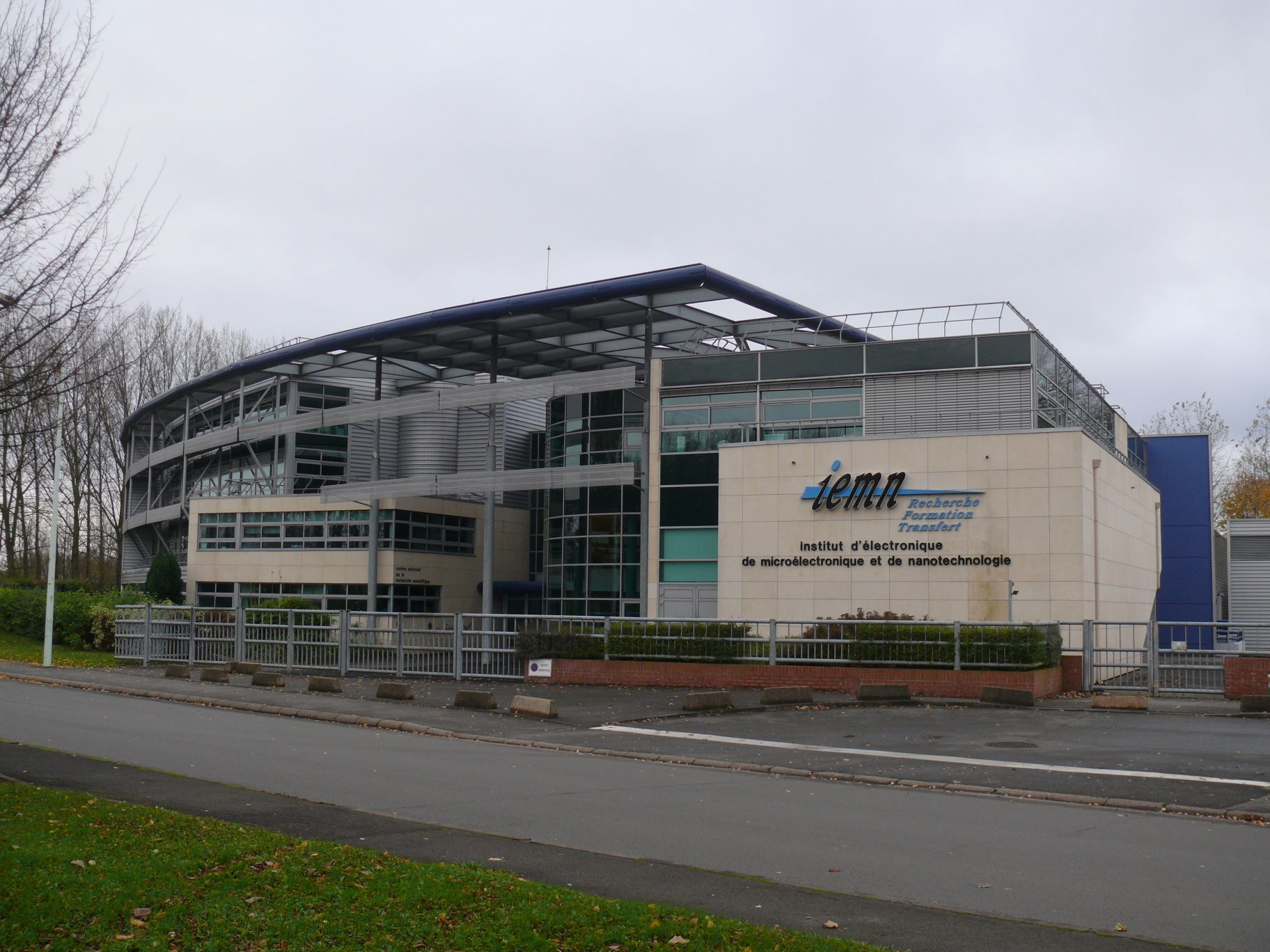
位于里尔的法国微电子与纳米研究院

### 教育
里尔是里尔学区的总部所在地。截止2019年1月1日，里尔境内共有43所幼儿园、66所小学、21所初级中学、15所普通高中、1所农业高中和11所职业高中。2018至2019学年度，里尔境内共有在校中小学生24,415名。
在高等教育方面，里尔设有多所高等教育机构，市区东部阿斯克新城境内的里尔科学城是当地主要的科教园区。
| 里尔主要高等学府               | 里尔主要高等学府 | 里尔主要高等学府   | 里尔主要高等学府 | 里尔主要高等学府 |
| 中文名称                       | 法语名称或缩写   | 类别               | 成立年代         | 备注             |
| ------------------------------ | ---------------- | ------------------ | ---------------- | ---------------- |
| 里尔大学                       |                  | 综合大学           | 1896             | [ 註 3 ]         |
| 里尔天主教大学                 |                  | 综合大学、私立     | 1973             | [ 註 4 ]         |
| 里尔大学综合理工学校           |                  | 工程师学校、大学校 | 1974             |                  |
| 里尔中央理工学院               |                  | 工程师学校、大学校 | 1872             |                  |
| 国立高等里尔化工学校           |                  | 工程师学校、大学校 | 1894             |                  |
| 国立里尔-杜埃电信矿业高等学校  |                  | 工程师学校、大学校 | 2017             | [ 註 5 ]         |
| 北方高等商业学校               |                  | 商学院             | 1906             |                  |
| 法國國立高等里爾建築及景觀學院 |                  | 建築學校           | 1977             | [ 註 6 ]         |
| 欧洲知识经济与管理学院         |                  | 商学院             | 2009             | [ 註 7 ]         |

### 医疗

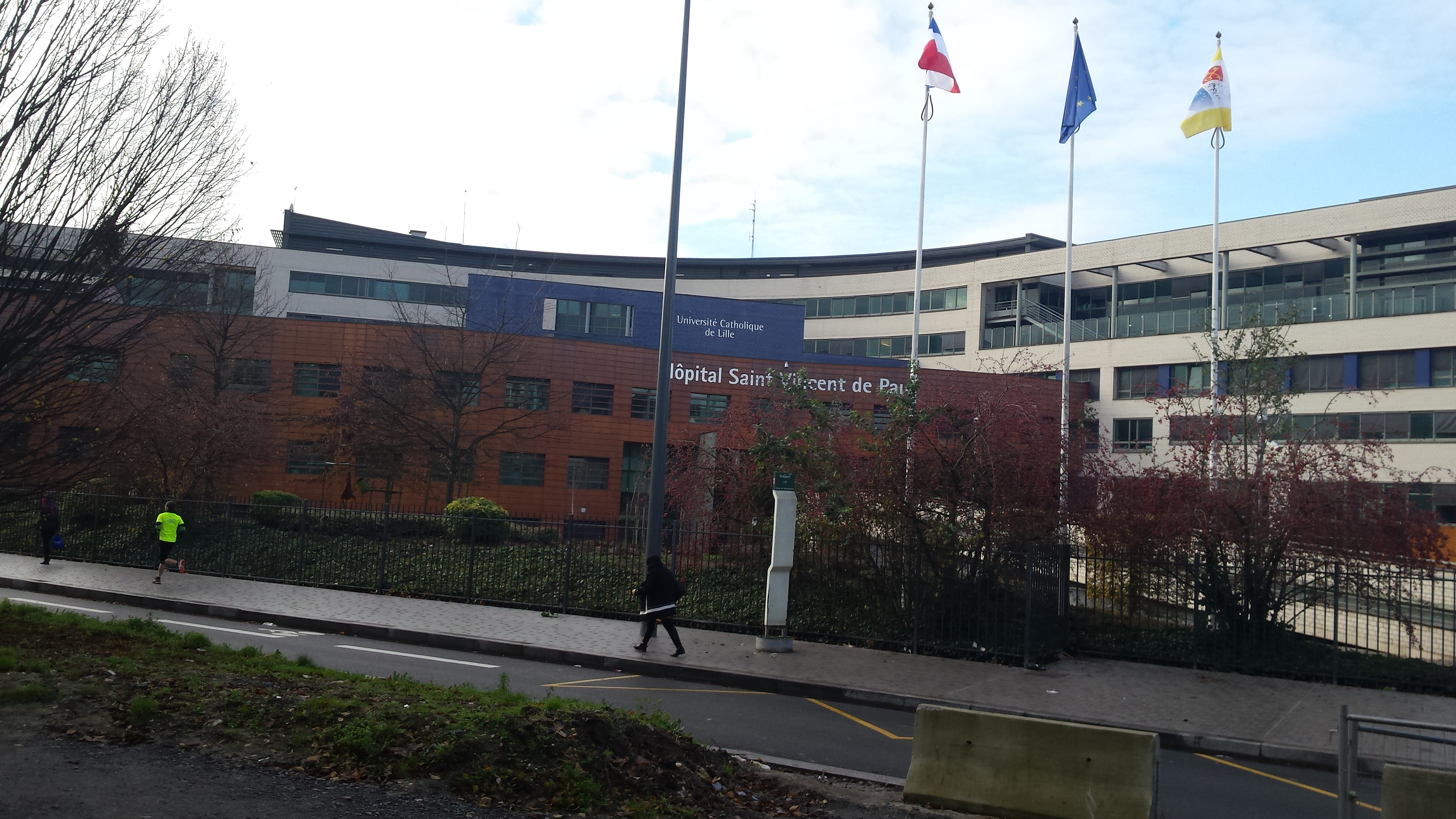
里尔大区中心医院的一个病区

截止2019年1月1日，里尔境内共有全科医生302名、保健师348名、牙医163名、护士242名、耳科医生13名、眼科医生53名、皮肤科医生18名、助产士18名、儿科医生17名和妇科医生35名。境内共有药房100家、养老院24家、残疾人帮扶中心18家。
里尔大学大区中心医院是法国的30所大学教学医院之一，总部位于里尔市区西南部，另在里尔市区内设有7个病区、1个牙科医院和1个培训中心，共计床位2,934个，是当地规模最大的公立综合性医疗机构。
欧洲健康中心位于市区西部，是法国北部的一处重要的医疗集中科技园，境内包含了近千家制药、医疗、实验室、生物研究所等各类医药类企业或机构。

### 住房
2017年，里尔境内共有各类住房137,768套，其中21.5%为独立式居民区，主要分布于市区西部；77.4%为集中式居民区，主要分布于市中心和市区南部。常住房屋占里尔市镇范围内居民建筑总量的87.9%。
里尔的住房事务由里尔都会区下属的房管中心负责管理，该部门为都会区内的居民提供廉租房，并提供房屋翻新咨询等服务。
在住房保障政策方面，2017年，里尔境内共有60,684户家庭获得了住房经济补助，受益人数占总人口数量的26.1%，其中59,941份为房租补助。

### 商业
里尔是法国北部重要的商业中心城市，世界零售业巨头欧尚的总部即位于里尔附近的克鲁瓦。截至2019年，里尔境内共有各类实体商铺6,333家，其中餐厅1,858家、大型超市56家、杂货店183家、面包房177家、肉铺82家、书店63家、装饰品店29家、银行门店177家、美容美发店329家、汽车维修店134家。Euralille街区建有配套的大型集中式商业楼。

### 体育
2018年，里尔境内共有5家游泳池、38间健身房、5座综合体育场、61处网球场、39处足球或橄榄球场以及25处篮球或排球场。自1996年起，当地政府每年举办里尔马拉松半程赛。
里爾奧林匹克體育會，简称，是当地的一支足球队，成立于1944年，现于法国足球甲级联赛参加比赛。球队历史上共获得过5次该项目的总冠军和7次亚军，此外还获得过6次法国杯的冠军，其主场皮埃尔·莫鲁瓦球场位于阿斯克新城境内，建成于2012年，可同时容纳超过5万名观众，是法国规模最大的球场之一，曾作为2016年歐洲足球錦標賽的分会场。
里尔都会篮球俱乐部成立于1994年，2020至2021赛季参加法国篮球乙级联赛，其主场为圣索沃尔体育馆。
里尔都会草地曲棍球俱乐部成立于1924年，曾于多次获得该项目的法国总冠军。

### 环境
里尔的环境事务由其所属的公共社区负责。2017年，里尔境内共有36家污染企业，当年的二氧化氮浓度平均值为23µg/m³、二氧化硫浓度平均值为2µg/m³、颗粒物平均值为23µg/m³，均未超过污染界限。

### 治安
里尔市区内共有5个派出所、2个国家宪兵队以及一个消防总站。
2014年，里尔及附近地区共发生各类案件51,407起，其中盗窃类案件34,037起，经济类案件3,945起，毒品交易类案件2,932起。

## 文化

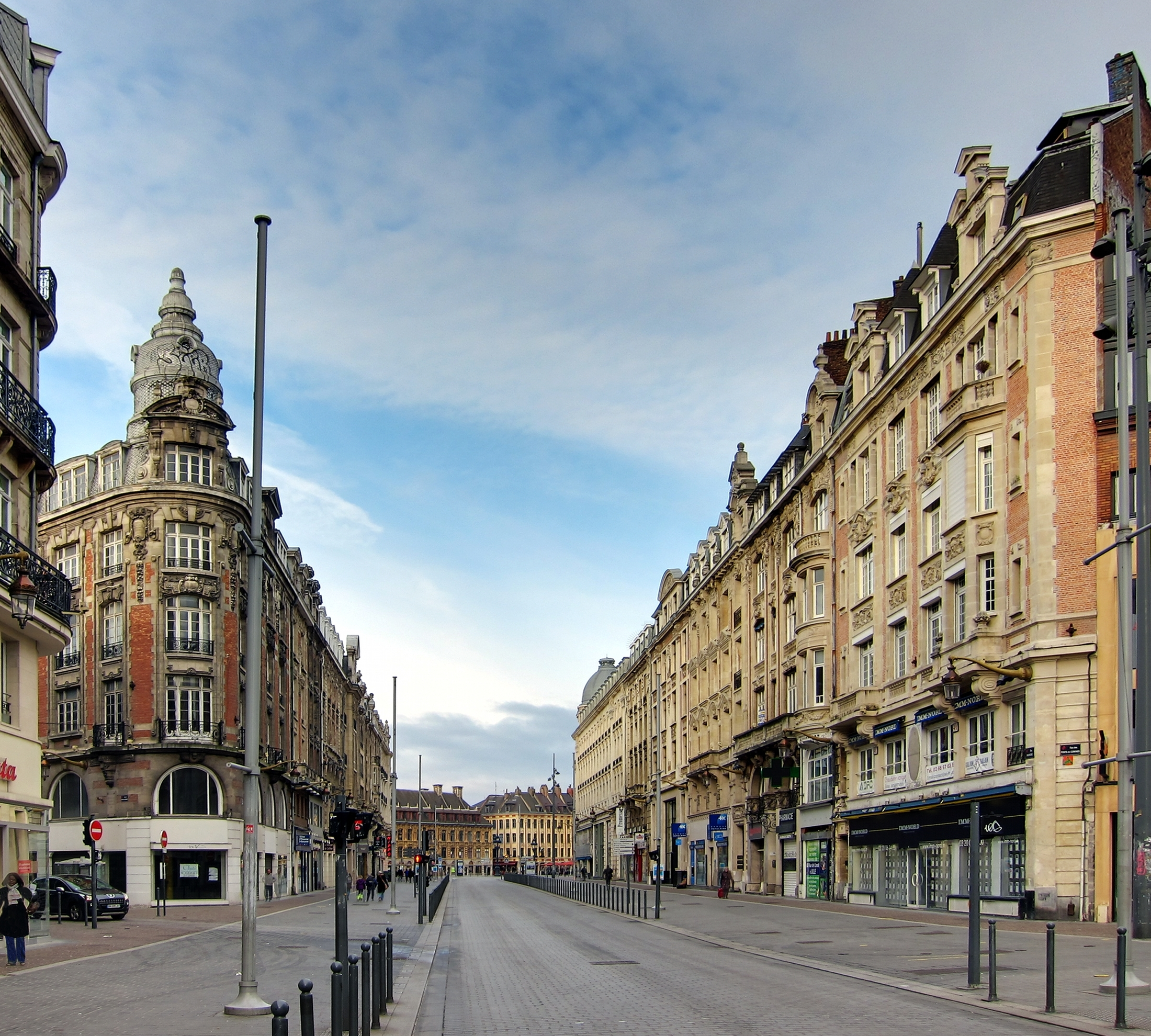
费德尔布街

2018年，里尔境内共有9个剧场、4个电影院、3个博物馆和1个音乐厅。里尔市政府提供多媒体中心，向公众全年开放。

### 城市规划
里尔位于德勒河畔的一处平原之上，地势平坦，当地的街道普遍较为笔直。共和国广场是现代里尔中心城区的几何中心，其主轴线自里尔城塞向东南方向始发，沿自由大道到达让-巴蒂斯特·勒巴公园北端，再转向东略偏北沿路易十四大道到达大区办公室附近。在16世纪以前，这条轴线是里尔城墙的南段，直至工业革命时期后，随着里尔人口的增长，其城墙外也开始形成居民区，里尔的城市面貌出现了较大的改变，1858年，里尔的执政者宣布在里尔市区南部修建居民区以满足工人的需要，此后，这一区域不断向南延伸，并跨过铁路线，形成现代“南里尔”街区（Lille Sud）。
相比法国同类型城市，里尔市区内人口密度较高，传统民居、工业革命时期的建筑和现代街区互相接壤，城市结构相对紧凑。

### 建筑
里尔是法国艺术与历史之城，境内有多处法国国家文物保护单位，主要分布在里尔老城，其中戴高乐将军广场、老证券交易所、圣穆理思堂等为当地的代表性历史建筑，而1994年建成的里尔塔则为一座地标性现代建筑物。

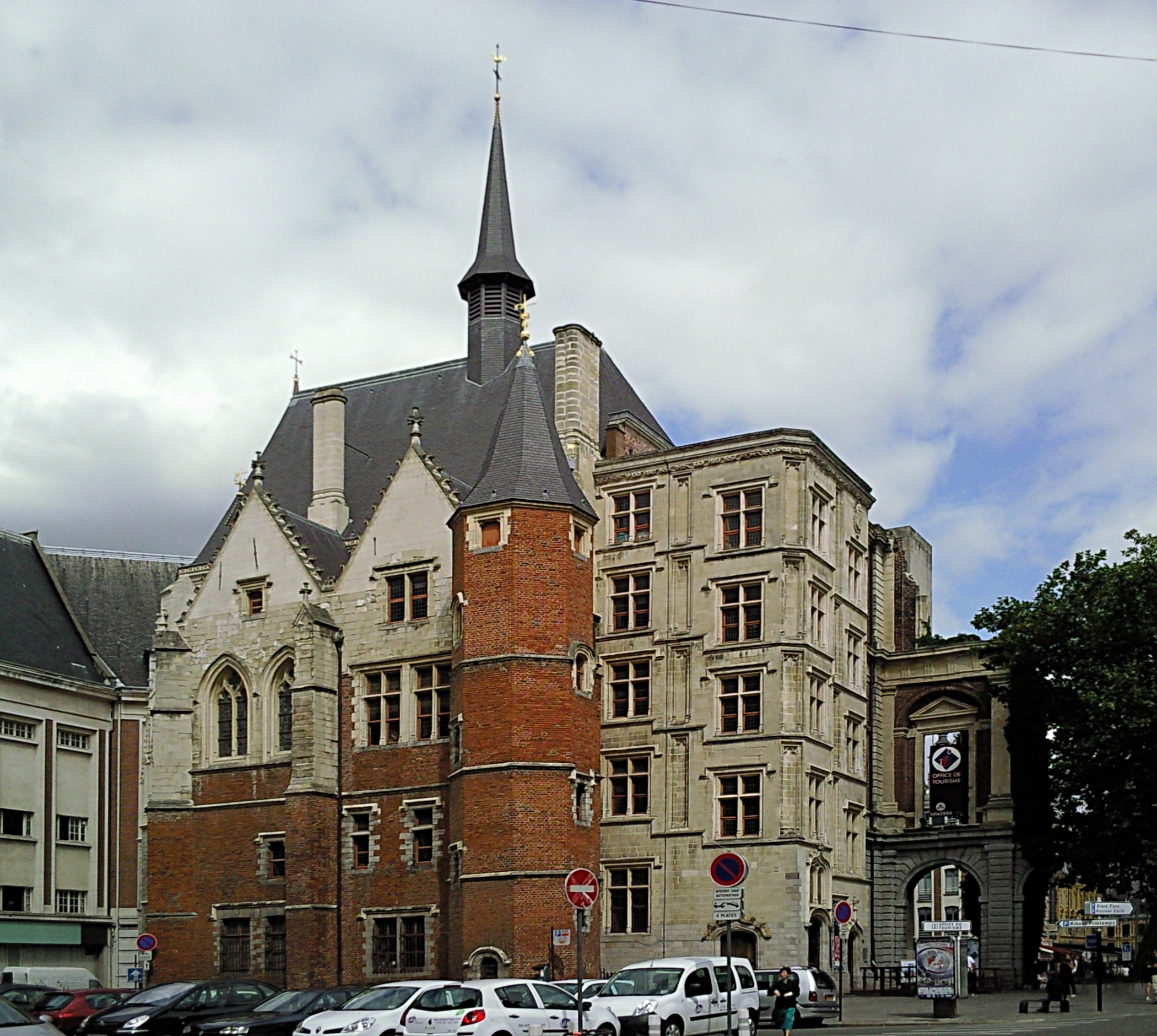
里乌尔宫
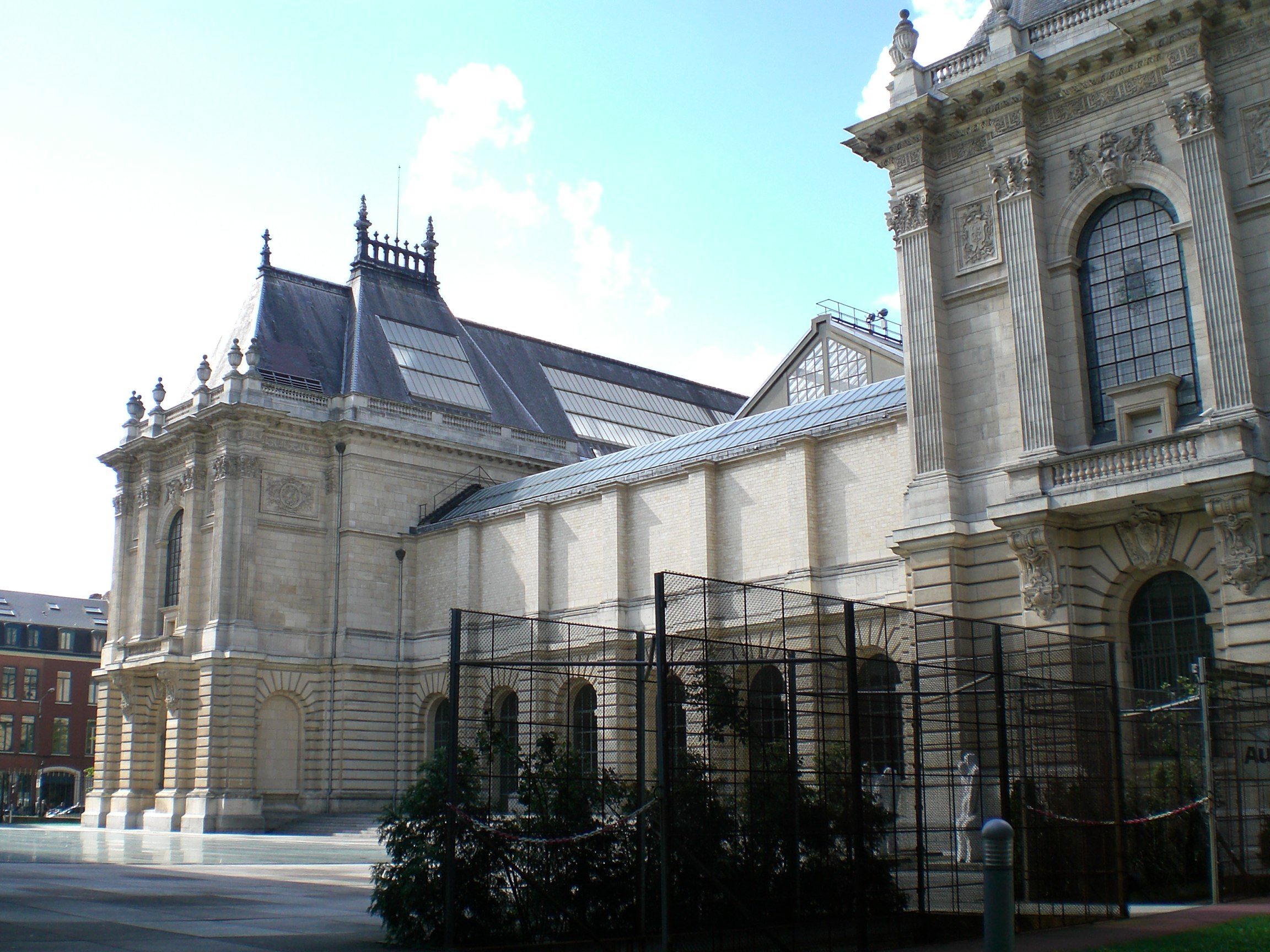
里尔美术宫
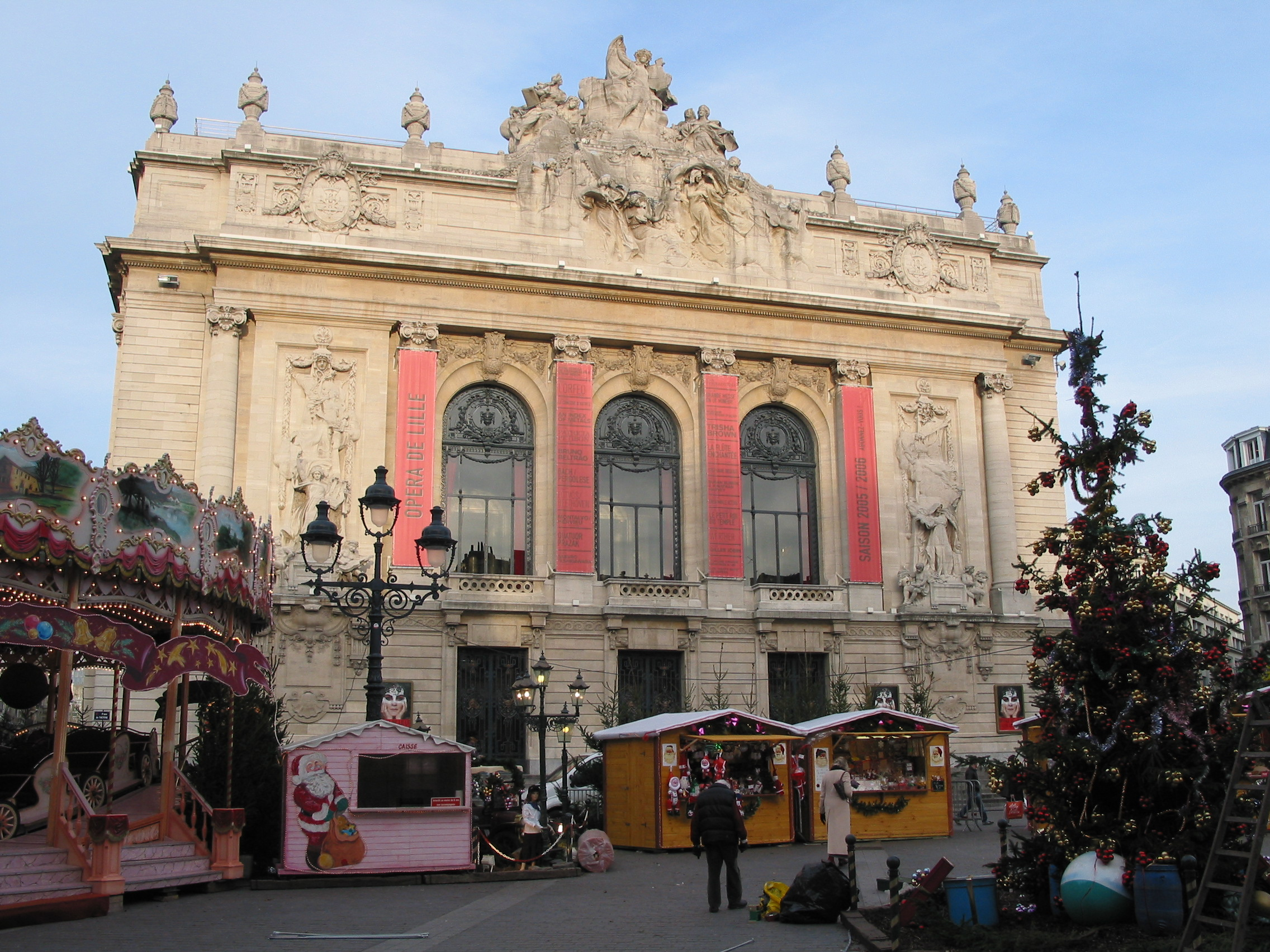
里尔歌剧院
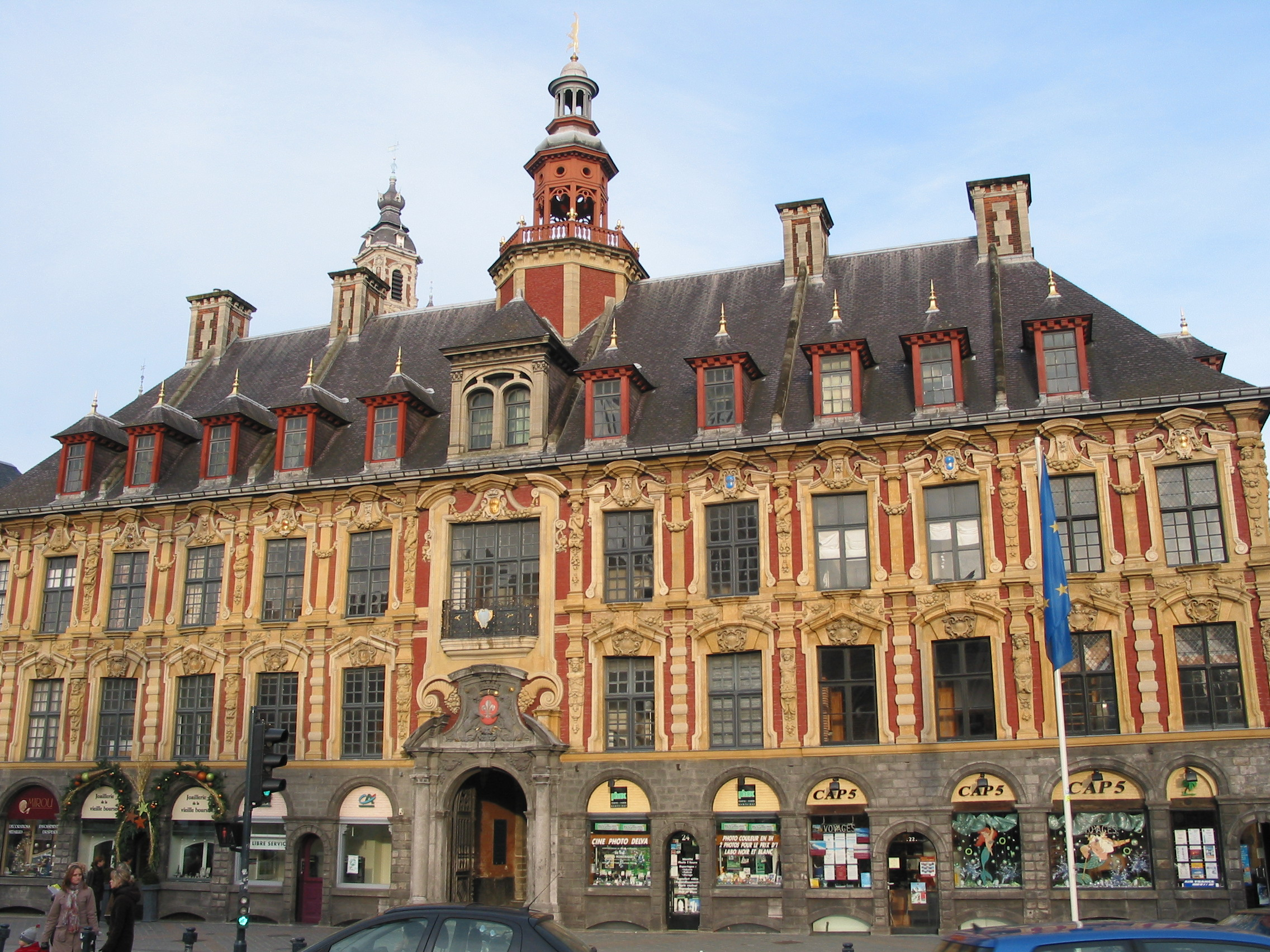
老证券交易所
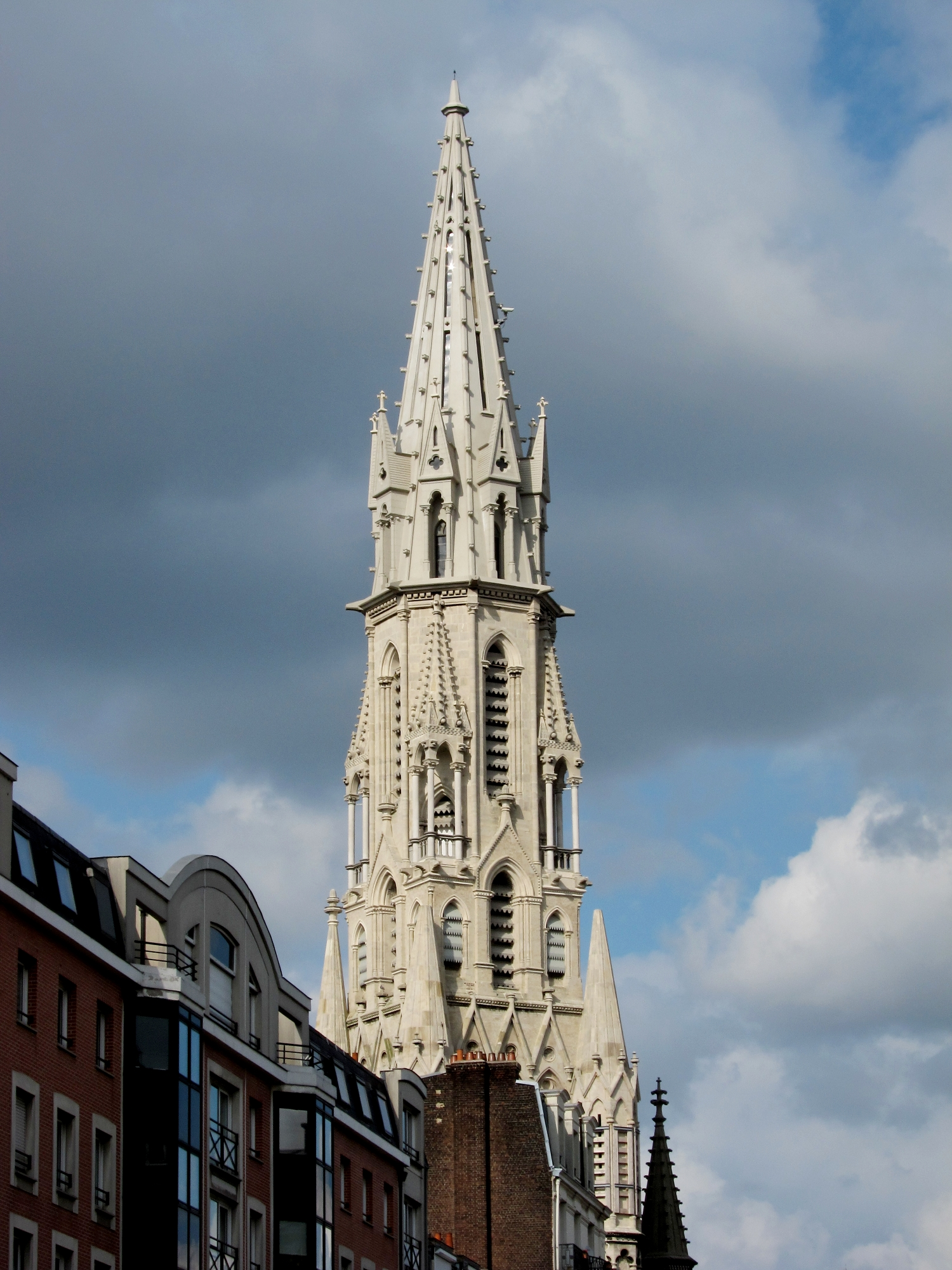
圣心教堂
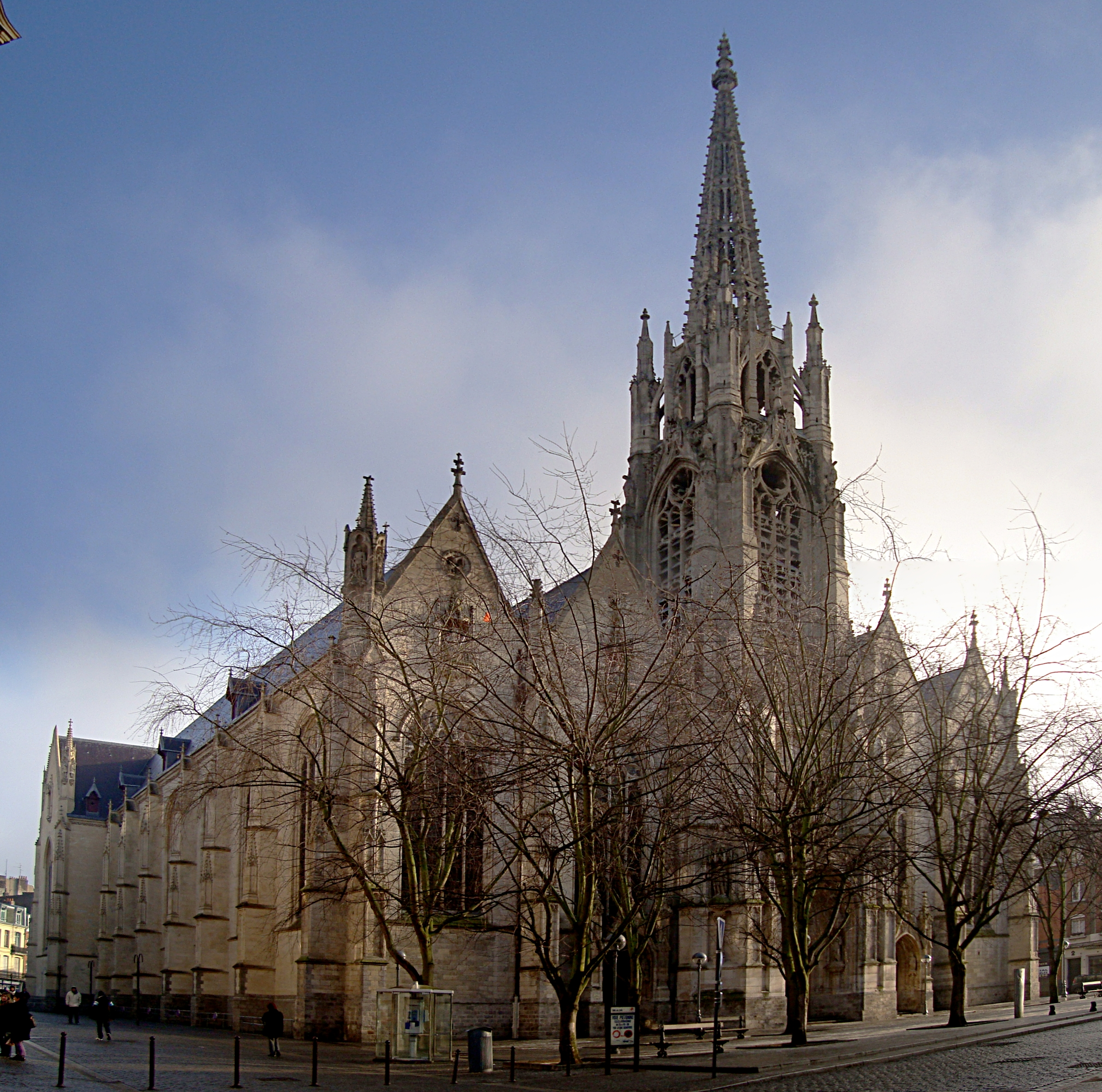
圣穆理思堂
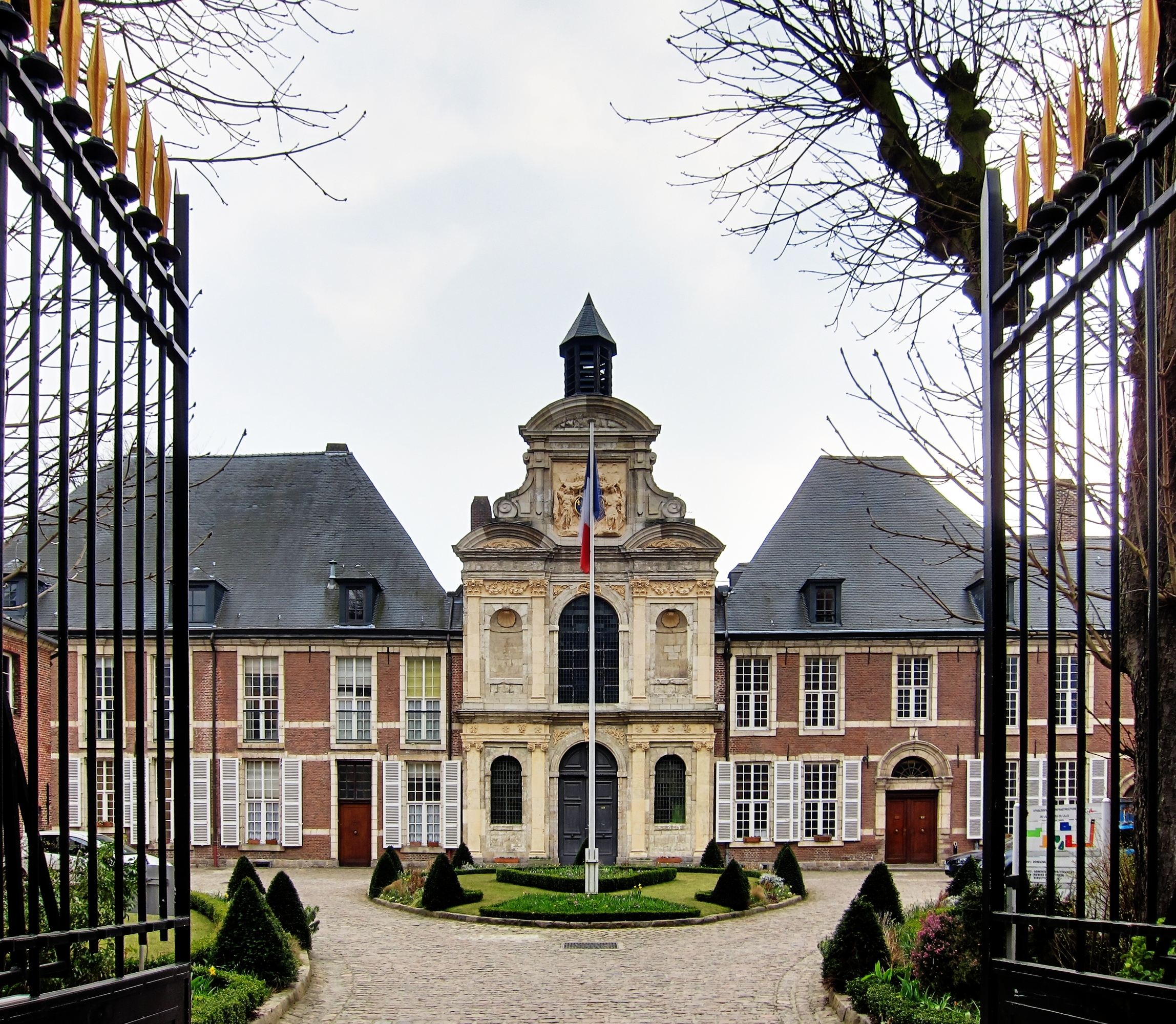
圣索沃尔城塞

### 活动
里尔因每年9月第一个周末举办的里爾集市而闻名，该集市创办于公元12世纪，是欧洲规模最大的跳蚤市场，每年有超过1万家商贩和数十万游客参加该集市。

### 宗教
里尔为天主教里爾總教區的首府，该教区最初于中世纪后期成立，后多次经历调整。2008年，老楞佐·于爾里克成为该總教区的總主教。
里尔也是法国重要的穆斯林聚居地，当地共有11座清真寺，其中里尔大清真寺建成于2003年，是当地的主要伊斯兰活动场所。

### 旅游

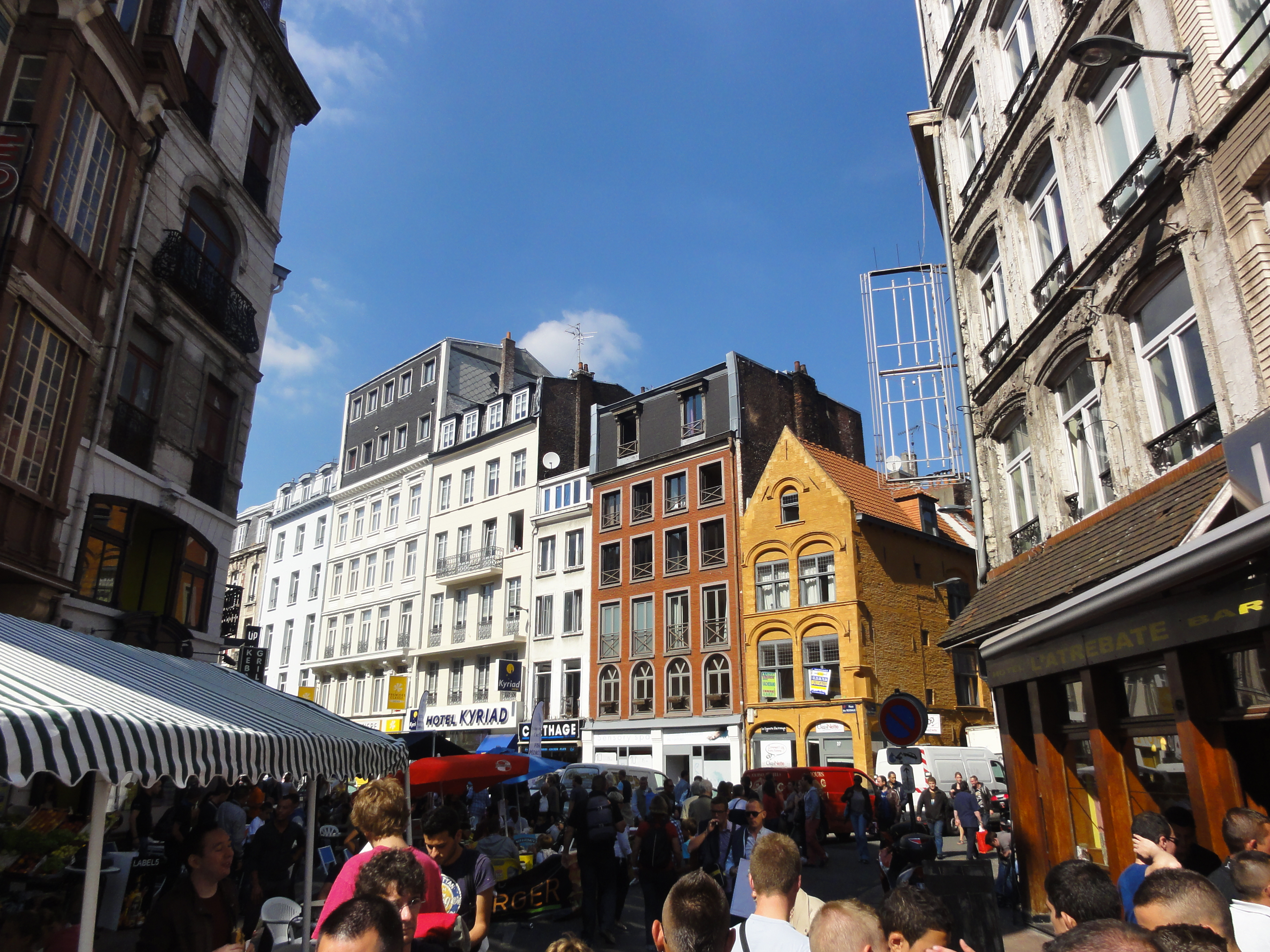
里尔集市（2012年）

里尔地区的旅游事务由里尔旅游局负责，后者在里尔市中心开设了一处游客接待中心（office de tourisme）。2020年，里尔境内共有55个宾馆共计3,644间房间。

### 媒体
法国主要的媒体均可在里尔接收，法国电视三台下属的上法兰西大区频道在部分时段播出里尔所属区域的地方新闻。
《北部之声》是法国重要的地方性报刊，总部位于里尔，发行范围为整个北部-加来海峡地区，并通过网络进行传播。
BFM电视台里尔频道成立于2020年2月，其前身为2009年成立的“大里尔电视台”（Grand Lille TV），后被Altice集团收购。

## 相关人物
前法国总统夏爾·戴高樂、作曲家爱德华·拉罗、数学家讓·迪厄多內和足球运动员拉斐尔·瓦拉内出生于里尔。

## 对外交流
截至2020年6月，共有8个国家在里尔设有领事馆，此外里尔有七座友好城市，并与七座城市拥有合作交流关系：

### 领事馆
| - 阿尔及利亚驻里尔领事馆 - 比利时驻里尔领事馆 - 驻里尔领事馆 - 捷克驻里尔领事馆 | - 摩洛哥驻里尔领事馆 - 荷蘭驻里尔领事馆 - 菲律賓驻里尔领事馆 - 羅馬尼亞驻里尔领事馆 |

因需求量过小，原 義大利驻里尔领事馆、 波蘭驻里尔领事馆和 加拿大驻里尔领事馆已分别于2011年、2013年和2014年关闭。
| - 荷蘭 鹿特丹 - 西班牙 巴利亚多利德 - 德国 埃尔福特 - 波蘭 弗罗茨瓦夫 - 英格兰 利兹 - 塞内加尔 圣路易 - 乌克兰 哈爾科夫 | - 阿尔及利亚 特莱姆森 - 比利时 列日 - 德国 科隆 - 義大利 都灵 - 摩洛哥 乌季达 - 以色列 海法 - 巴勒斯坦 納布盧斯 |

2014年10月，因不满以色列政府在巴以冲突当中的行动，里尔政府终止了与该国城市采法特的合作关系。

### 分类资料
历史类
1. ↑  Ernest Nègre. . . Librairie Droz. 1996: 1089. ISBN 978-2-600-00133-5 （法语）.
2. ↑  ville de Lille. . lille.fr.   [2020-06-05]. （原始内容存档于2020-06-15） （法语）.
3. ↑  Alexandre de Saint Léger. . Bibliothèque Universitaire de Lille. 1904  [2020-06-05]. （原始内容存档于2020-06-04） （法语）.
4. ↑  Lille tourisme. . lilletourism.com.   [2020-06-05]. （原始内容存档于2020-06-15） （法语）.
5. ↑  Els de Paermentier. . . Somogy. 2009: 288p. ISBN 978-2757202982 （法语）.
6. ↑  Gabriel Chappuys. . Kessinger Publishing Co. 2009: 536p. ISBN 978-1104291747 （法语）.
7. ↑  BnF. . expositions.bnf.fr.   [2020-06-05]. （原始内容存档于2020-06-04） （法语）.
8. ↑  routard. . routard.com.   [2020-06-05]. （原始内容存档于2020-06-04） （法语）.
9. ↑  Louis Guichardin. . 1609. ASIN B001CG7LYO （法语）.
10. ↑  原文：
11. ↑  . herodote.net. 2018-11-27  [2020-06-05]. （原始内容存档于2020-06-04） （法语）.
12. ↑  ville de Lille. . lille.fr.   [2020-06-05]. （原始内容存档于2020-06-15） （法语）.
13. ↑  ville de Lille. . lille.fr.   [2020-06-05]. （原始内容存档于2020-06-15） （法语）.
14. ↑  Alain GALOIN. . histoire-image.org.   [2020-06-05]. （原始内容存档于2020-06-04） （法语）.
15. ↑  法语原文：
16. ↑  Archives municipales de Lille. . archives.lille.fr. 2017-10-26  [2020-06-05]. （原始内容存档于2020-06-04） （法语）.
17. ↑  . 1789-1815.com.   [2020-06-05]. （原始内容存档于2020-06-15） （法语）.
18. ↑  Jean-Claude Daumas. . Presses Universitaires du Septentrion. 2020: 424p. ISBN 978-2757422427 （法语）.
19. ↑  Pierre Pierrard. . Annales de démographie historique. 1975: 37–48. ISSN 0066-2062 （法语）.
20. ↑  La Voix du Nord. . lavoixdunord.fr. 2014-02-17  [2020-06-05]. （原始内容存档于2020-06-05） （法语）.
21. ↑  La Voix du Nord. . lavoixdunord.fr. 2019-01-10  [2020-06-05]. （原始内容存档于2020-06-04） （法语）.
22. ↑  ville de Lille. . lille.fr.   [2020-06-05]. （原始内容存档于2020-06-15） （法语）.
23. ↑  . cheminsdememoire-nordpasdecalais.fr.   [2020-06-05]. （原始内容存档于2020-06-15） （法语）.
24. ↑  Landry. . Paris: Ouest-France. 1992: 141p. ISBN 978-2858824236 （法语）.
25. ↑  LBM (Auteur), Jacques Chirac (Préface), Jacques Larchet (Préface). . Paris: Little Big Man. 2005: 189p. ISBN 978-2915347357 （法语）.
26. ↑  Région Hauts-de-France. . hauts-de-france.developpement-durable.gouv.fr. 2008-07-04  [2020-06-05]. （原始内容存档于2020-06-04） （法语）.
27. ↑  Pierre Mauroy. . Dominique Carré. 2008. ISBN 978-2-915755-16-9 （法语）.
28. ↑  LILLE 3000. . lille3000.eu.   [2020-06-05]. （原始内容存档于2020-06-04） （法语）.
29. ↑  Métropole Européenne de Lille. . lillemetropole.fr.   [2020-06-05]. （原始内容存档于2020-06-05） （法语）.
30. ↑  Jonathan Cortet. . Jonathan Cortet. 2012: 85p. ISBN 9782954382609 （法语）.

地理类
1. ↑  BRGM. . brgm.fr.   [2020-06-05]. （原始内容存档于2017-04-23） （法语）.
2. ↑  insee.fr. . insee.fr.   [2020-06-05]. （原始内容存档于2018-07-24） （法语）.
3. ↑  insee.fr. . insee.fr.   [2021-05-15]. （原始内容存档于2020-11-10） （法语）.
4. ↑  insee.fr. . insee.fr.   [2021-05-15]. （原始内容存档于2021-03-21） （法语）.
5. ↑  sig.ville.gouv.fr. . sig.ville.gouv.fr.   [2020-06-05]. （原始内容存档于2020-06-04） （法语）.
6. ↑  TER Hauts-de-france. . ter.sncf.fr.   [2020-06-05]. （原始内容存档于2020-06-05） （法语）.
7. ↑  Arc-en-Ciel. . arc-en-ciel2.fr.   [2020-06-05]. （原始内容存档于2020-06-05） （法语）.
8. ↑  busradar.fr. . busradar.fr.   [2020-06-05]. （原始内容存档于2020-06-05） （法语）.
9. ↑  TER Hauts-de-france. . ter.sncf.fr.   [2020-06-05]. （原始内容存档于2020-06-15） （法语）.
10. ↑  TER Hauts-de-france. . ter.sncf.fr.   [2020-06-05]. （原始内容存档于2020-06-15） （法语）.
11. ↑  Ilévia. . ilevia.fr.   [2020-06-05]. （原始内容存档于2020-06-15） （法语）.
12. ↑  Ilévia. . ilevia.fr.   [2020-06-05]. （原始内容存档于2020-06-02） （法语）.
13. ↑  Cassini. . cassini.ehess.fr.   [2020-11-02]. （原始内容存档于2011-05-21） （法语）.
14. ↑  insee.fr. . insee.fr.   [2021-06-02]. （原始内容存档于2021-05-01） （法语）.
15. ↑  Commune de Lille (59350) - commune actuelle（法文）
16. ↑  ville de Lille. . lille.fr.   [2020-06-05]. （原始内容存档于2020-06-15） （法语）.

社科类
1. ↑  collectivites-locales.gouv.fr. . collectivites-locales.gouv.fr.   [2020-06-05]. （原始内容存档于2017-08-03） （法语）.
2. ↑  goodmorninglille.org. . goodmorninglille.org.   [2020-06-19]. （原始内容存档于2020-06-18） （法语）.
3. ↑  Union des aéroports français.  (PDF). aeroport.fr.   [2020-06-05]. （原始内容 (pdf)存档于2020-05-11） （法语）.
4. ↑  Ilévia. . ilevia.fr.   [2020-06-05]. （原始内容存档于2020-06-15） （法语）.
5. ↑  INA. . ina.fr.   [2020-06-05]. （原始内容存档于2020-06-15） （法语）.
6. ↑  Lille Métropole. . lillemetropole.fr.   [2020-06-05]. （原始内容存档于2020-06-05） （法语）.
7. ↑  Lille Métropole. . lillemetropole.fr.   [2020-06-05]. （原始内容存档于2020-06-05） （法语）.
8. ↑  INSEE. . insee.fr.   [2020-06-05]. （原始内容存档于2020-06-15） （法语）.
9. ↑  MAËLLE LAFOND. . maddyness.com. 2018-09-05  [2020-06-05]. （原始内容存档于2020-06-05） （法语）.
10. ↑  Eurasanté. . eurasante.com. 2018-09-05  [2020-06-05]. （原始内容存档于2020-06-15） （法语）.
11. ↑  Manageo (编). . manageo.fr.   [2020-06-05]. （原始内容存档于2020-06-04） （法语）.
12. ↑  Le Figaro (编). . entreprises.lefigaro.fr.   [2021-06-02]. （原始内容存档于2021-12-22） （法语）.
13. ↑  . entreprises.lefigaro.fr. entreprises.lefigaro.fr.   [2021-06-02]. （原始内容存档于2021-06-03） （法语）.
14. ↑  . entreprises.lefigaro.fr. entreprises.lefigaro.fr.   [2021-06-02]. （原始内容存档于2021-06-04） （法语）.
15. ↑  . societe.com. societe.com.   [2021-06-02]. （原始内容存档于2021-06-04） （法语）.
16. ↑  . entreprises.lefigaro.fr. entreprises.lefigaro.fr.   [2021-06-02]. （原始内容存档于2021-06-04） （法语）.
17. ↑  . societe.com. societe.com.   [2021-06-02]. （原始内容存档于2021-06-04） （法语）.
18. ↑  JDN (编). . journaldunet.fr.   [2020-06-05]. （原始内容存档于2020-06-04） （法语）.
19. ↑  Ministère de la Cohésion des territoires et des Relations avec les collectivités territoriales (编). . cohesion-territoires.gouv.fr.   [2021-06-02]. （原始内容存档于2021-12-25） （法语）.
20. ↑  JDN (编). . journaldunet.fr.   [2020-06-05]. （原始内容存档于2020-06-15） （法语）.
21. ↑  FHF. . etablissements.fhf.fr.   [2020-06-05]. （原始内容存档于2020-06-04） （法语）.
22. ↑  . linternaute.com.   [2020-06-05]. （原始内容存档于2020-06-04） （法语）.
23. ↑  . lmh.fr.   [2020-06-05]. （原始内容存档于2020-06-06） （法语）.
24. ↑  . lmh.fr.   [2020-06-05]. （原始内容存档于2020-06-06） （法语）.
25. ↑  . linternaute.com.   [2020-06-05]. （原始内容存档于2020-06-05） （法语）.
26. ↑  . linternaute.com.   [2020-06-05]. （原始内容存档于2020-06-05） （法语）.
27. ↑  demarchesadministratives.fr. . demarchesadministratives.fr.   [2020-06-05]. （原始内容存档于2020-06-05） （法语）.
28. ↑  demarchesadministratives.fr. . demarchesadministratives.fr.   [2020-06-05]. （原始内容存档于2020-06-05） （法语）.
29. ↑  . linternaute.com.   [2020-06-05]. （原始内容存档于2020-06-15） （法语）.
30. ↑  ville de Lille. . lille.fr.   [2020-06-05]. （原始内容存档于2017-08-31） （法语）.
31. ↑  Lille Tourisme. . lilletourism.com.   [2020-06-05]. （原始内容存档于2020-06-15） （法语）.
32. ↑  France 3 Nord-pas-de-calais-picardie (编). . france3-regions.francetvinfo.fr.   [2020-06-05]. （原始内容存档于2020-06-04） （法语）.

文化类
1. ↑  . ac-lille.fr. Académie de Lille.   [2020-05-01]. （原始内容存档于2020-05-08） （法语）.
2. ↑  . linternaute.com.   [2020-06-05]. （原始内容存档于2020-06-05） （法语）.
3. ↑  . villedata.fr.   [2020-06-05]. （原始内容存档于2020-06-04） （法语）.
4. ↑  France 3. . france3-regions.francetvinfo.fr. 2017-05-05  [2020-06-05]. （原始内容存档于2020-06-05） （法语）.
5. ↑  FÉDÉRATION FRANÇAISE DE FOOTBALL (编). . fff.fr.   [2020-06-05]. （原始内容存档于2020-06-04） （法语）.
6. ↑  . stade-pierre-mauroy.com.   [2020-06-05]. （原始内容存档于2019-12-22） （法语）.
7. ↑  . les-sports.info.   [2020-06-05]. （原始内容存档于2020-06-05） （法语）.
8. ↑  . lmhc.fr.   [2020-06-05]. （原始内容存档于2020-06-05） （法语）.
9. ↑  ville de Lille. . lille.fr.   [2020-06-05]. （原始内容存档于2020-06-06） （法语）.
10. ↑  . lille.catholique.fr. 2019-08-27  [2020-06-05]. （原始内容存档于2020-06-05） （法语）.
11. ↑  Église catholique en France. . eglise.catholique.fr.   [2020-06-05]. （原始内容存档于2020-06-06） （法语）.
12. ↑  Les mosquées à Lille. . lamosqueeducoin.com.   [2020-06-05]. （原始内容存档于2020-06-05） （法语）.
13. ↑  MAYA LARGUET. . religion.info. 2003-09-27  [2020-06-05]. （原始内容存档于2020-06-05） （法语）.
14. ↑  . rossel-lavoix.fr.   [2020-06-05]. （原始内容存档于2020-04-26） （法语）.
15. ↑  Christophe Gazzano. . ozap.com. 2019-11-29  [2020-06-05]. （原始内容存档于2020-06-15） （法语）.
16. ↑  . charles-de-gaulle.org.   [2020-06-05]. （原始内容存档于2020-05-06） （法语）.
17. ↑  ville de Lille. . lille.fr.   [2020-06-05]. （原始内容存档于2020-06-08） （法语）.
18. ↑  ville de Lille. . lille.fr.   [2020-06-05]. （原始内容存档于2020-06-05） （法语）.
19. ↑  . france.diplomatie.belgium.be.   [2020-06-05]. （原始内容存档于2020-06-05） （法语）.
20. ↑  . benin-consulat.fr.   [2020-06-05]. （原始内容存档于2020-06-15） （法语）.
21. ↑  . mzv.cz. 2018-12-05  [2020-06-05]. （原始内容存档于2020-06-05） （法语）.
22. ↑  . amb-maroc.fr.   [2020-06-05]. （原始内容存档于2020-06-15） （法语）.
23. ↑  . paysbasmondial.nl.   [2020-06-05]. （原始内容存档于2020-06-05） （法语）.
24. ↑  . demarchesadministratives.fr.   [2020-06-05]. （原始内容存档于2020-06-05） （法语）.
25. ↑  . paris.mae.ro.   [2020-06-05]. （原始内容存档于2020-06-05） （法语）.
26. ↑  . lillelanuit.com.   [2020-06-05]. （原始内容存档于2020-06-05） （法语）.
27. ↑  20 minutes (编). . 20minutes.fr. 2013-01-19  [2020-06-05]. （原始内容存档于2020-06-05） （法语）.
28. ↑  france-canada.info (编). . france-canada.info. 2014-08-20  [2020-06-05]. （原始内容存档于2020-06-05） （法语）.
29. ↑  La Voix du Nord (编). . lavoixdunord.fr. 2020-04-24  [2020-06-05]. （原始内容存档于2020-06-05） （法语）.
30. ↑  ville de Lille. . lille.fr.   [2020-06-05]. （原始内容存档于2020-06-08） （法语）.
31. ↑  ville de Lille. . lille.fr.   [2020-06-05]. （原始内容存档于2020-06-06） （法语）.
32. ↑  20 minutes (编). . 20minutes.fr. 2014-10-07  [2020-06-05]. （原始内容存档于2020-06-05） （法语）.

### 综合资料
1. 1 2 3 4  communes.com. . communes.com.   [2020-06-05]. （原始内容存档于2020-06-04） （法语）.
2. 1 2 3 4 5 6 7 8 9 10 11 12 13 14 15 16 17 18 19 20 21 22  Géoportail. . geoportail.fr.   [2021-06-02]. （原始内容存档于2021-10-30） （法语）.
3. 1 2 3 4 5  INA. . fresques.ina.fr.   [2020-06-05]. （原始内容存档于2020-06-04） （法语）.
4. 1 2 3  . linternaute.fr.   [2021-06-02]. （原始内容存档于2020-06-15） （法语）.
5. 1 2  . infoclimat.fr.   [2020-06-05]. （原始内容存档于2020-06-04） （法语）.
6. 1 2  . linternaute.com.   [2020-06-05]. （原始内容存档于2020-06-04） （法语）.
7. 1 2  Le Monde (编). . lemonde.fr.   [2020-06-05]. （原始内容存档于2020-05-14） （法语）.
8. 1 2 3 4 5 6  ville de Lille. . lille.fr.   [2020-06-05]. （原始内容存档于2020-06-02） （法语）.
9. ↑  . www.journaldunet.com.   [2024-12-21].
10. 1 2  . linternaute.com.   [2020-06-05]. （原始内容存档于2020-06-04） （法语）.
11. 1 2 3  . linternaute.com.   [2020-06-05]. （原始内容存档于2020-06-05） （法语）.
12. 1 2  . linternaute.com.   [2020-06-05]. （原始内容存档于2020-06-15） （法语）.